# Liste des espèces de sauges
Liste de espèces de sauges (plantes du genre Salvia).

## A
- Haut – A
- B
- C
- D
- E
- F
- G
- H
- I
- J
- K
- L
- M
- N
- O
- P
- Q
- R
- S
- T
- U
- V
- W
- X
- Y
- Z

- Salvia abrotanoides (Kar.) Sytsma

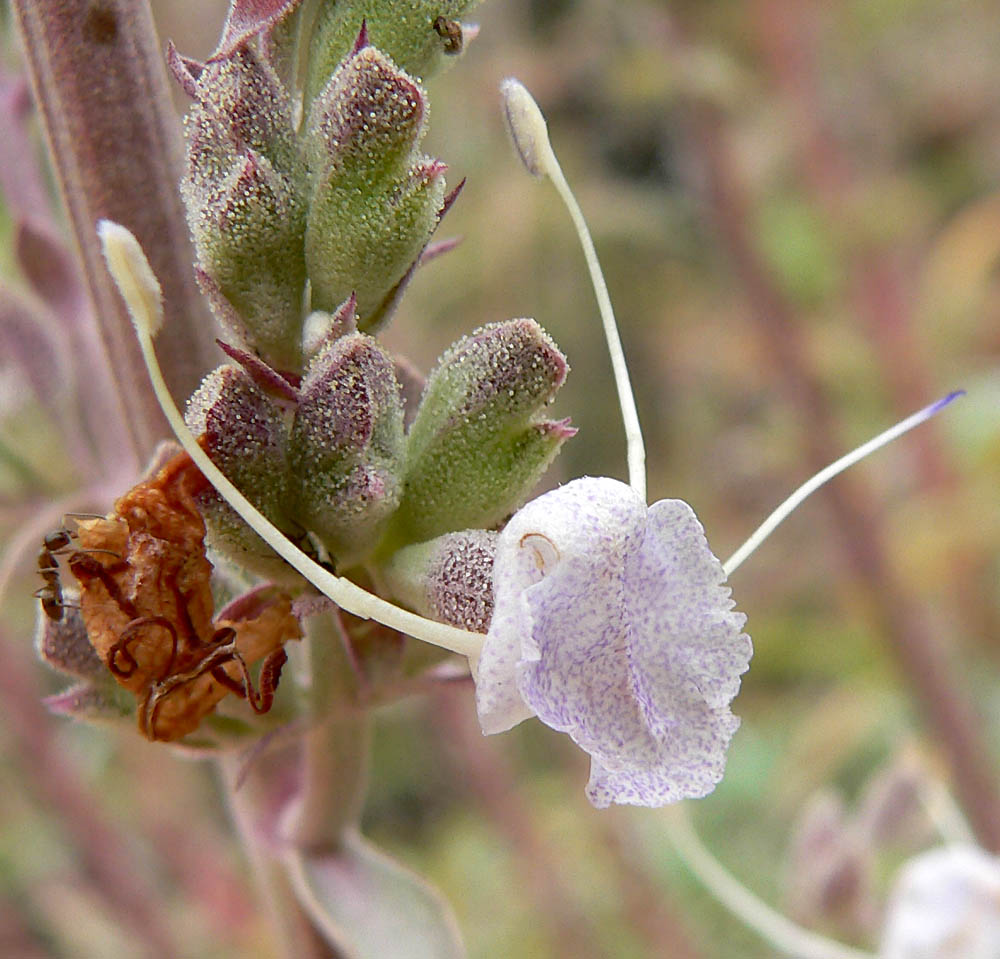
Salvia apiana.

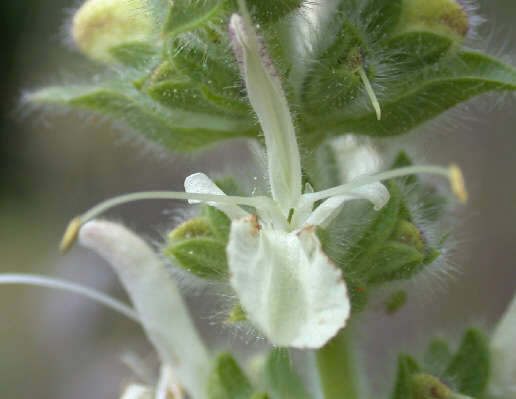
Salvia austriaca.

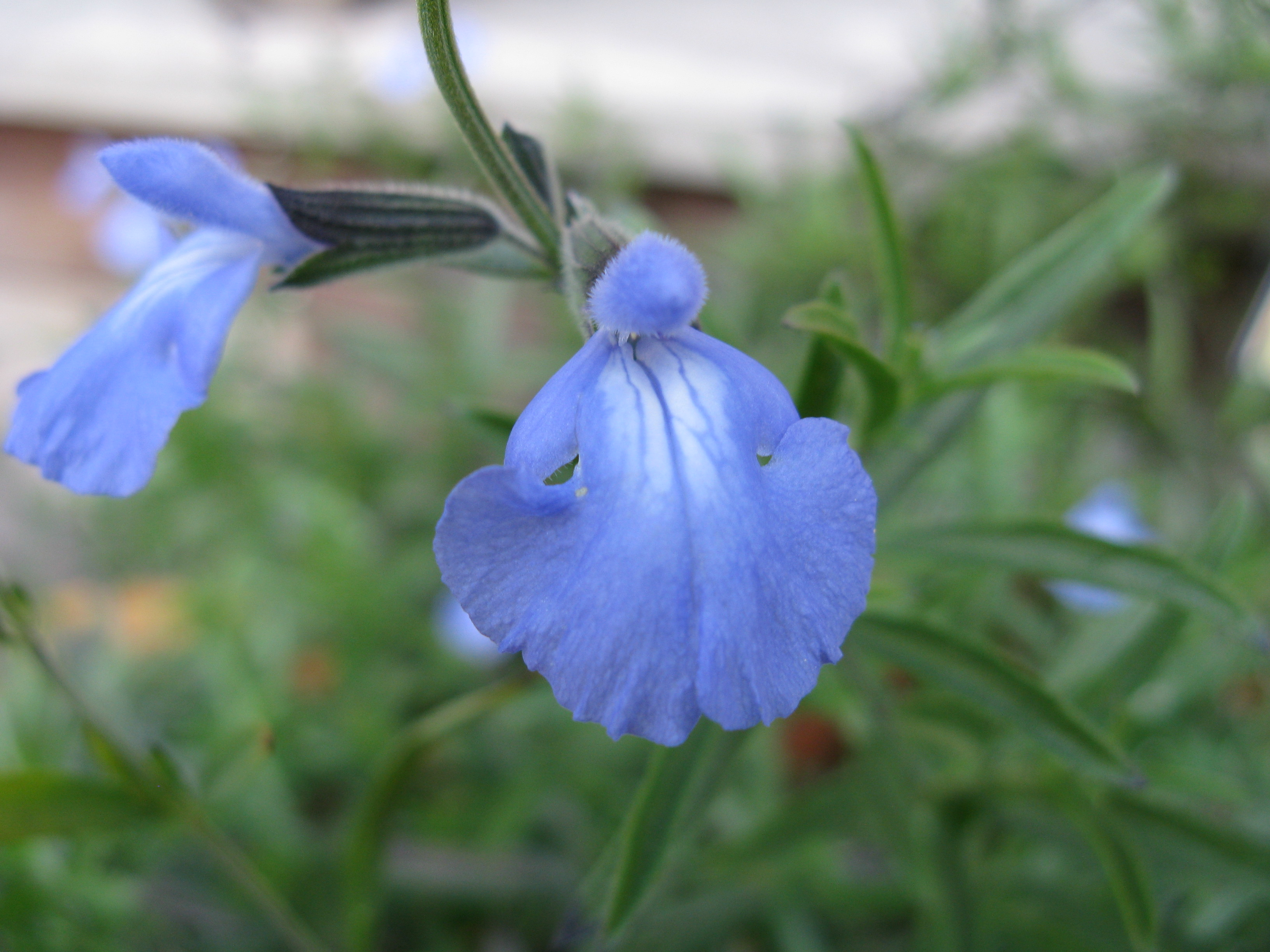
Salvia azurea.

- Salvia absconditiflora Greuter & Burdet, 1985.
- Salvia acuminata Ruiz & Pav, 1798.
- Salvia adenocaulon P.H.Davis
- Salvia adenophora Fernald, 1900.
- Salvia adenophylla Hedge & Hub.-Mor.
- Salvia adiantifolia E.Peter, 1935.
- Salvia adoxoides C.Y. Wu, 1977.
- Salvia aegyptiaca L., 1753.
- Salvia aequidens Botsch.
- Salvia aequidistans Fernald, 1900.
- Salvia aerea H. Lév.,1913.
- Salvia aethiopis L., 1753.
- Salvia africana-caerulea L.
- Salvia africana-lutea L.
- Salvia alamosana Rose, 1891.
- Salvia alariformis L.O. Williams, 1972.
- Salvia alata Epling, 1960.
- Salvia alatipetiolata Sun, 1960.
- Salvia alba J. R. I. Wood
- Salvia albicaulis Benth.
- Salvia albiflora M. Martens & Galeotti, 1844.
- Salvia albimaculata Hedge & Huber-Morath.
- Salvia albocaerulea Linden, 1857.
- Salvia alborosea Epling & Játiva, 1966.
- Salvia alexeenkoi Pobed.
- Salvia algeriensis Desf.
- Salvia aliciae E.P.Santos
- Salvia altissima Pohl.
- Salvia alvajaca Oerst., 1854.
- Salvia amethystina Sm., 1790.
- Salvia amissa Epling
- Salvia amplexicaulis Lam.
- Salvia amplicalyx E.Peter
- Salvia amplifrons Briq., 1896.
- Salvia anastomosans Ramamoorthy, 1984.
- Salvia anatolica Hamzaoğlu & A.Duran
- Salvia andreji Pobed.
- Salvia anguicoma Epling
- Salvia angulata Benth., 1835.
- Salvia angustiarum Epling
- Salvia apiana Jeps., 1908.
- Salvia apparicii Brade & Barb.Per.
- Salvia appendiculata E. Peter, 1935.
- Salvia arabica Al-Musawi & Weinert
- Salvia aramiensis Rech.f., 1950.
- Salvia arborescens Urb. & Ekman
- Salvia arbuscula Fernald, 1910.
- Salvia arduinervis Urb. & Ekman, 1926.
- Salvia arenaria St.Hilaire.
- Salvia areolata Epling, 1944.
- Salvia argentea L.
- Salvia ariana Hedge
- Salvia aridicola Briq.
- Salvia aristata Aucher ex Benth., 1848
- Salvia arizonica A. Gray
- Salvia arthrocoma Fernald, 1907.
- Salvia articulata Epling, 1936.
- Salvia aspera M. Martens & Galeotti, 1844.
- Salvia asperata Falc. ex Benth., 1848
- Salvia asperifolia Benth.
- Salvia assurgens Kunth, 1818.
- Salvia atrocalyx Epling, 1935.
- Salvia atrocyanea Epling.
- Salvia atropaenulata Epling, 1939.
- Salvia atropatana Bge.
- Salvia atropurpurea C.Y. Wu, 1977.
- Salvia atrorubra C.Y. Wu, 1977.
- Salvia aucheri Benth.
- Salvia aurita L.
- Salvia austriaca Jacq.
- Salvia austromelissodora Epling & Játiva, 1966.
- Salvia axillaris Moc. & Sessé, 1833.
- Salvia axilliflora Epling.
- Salvia ayavacensis Kunth, 1818.
- Salvia ayayacensis Kunth.
- Salvia aytachii Vural & Adigüzel
- Salvia azurea Lam., 1805.

## B
- Haut – A
- B
- C
- D
- E
- F
- G
- H
- I
- J
- K
- L
- M
- N
- O
- P
- Q
- R
- S
- T
- U
- V
- W
- X
- Y
- Z

- Salvia bahorucona Urb. & Ekman

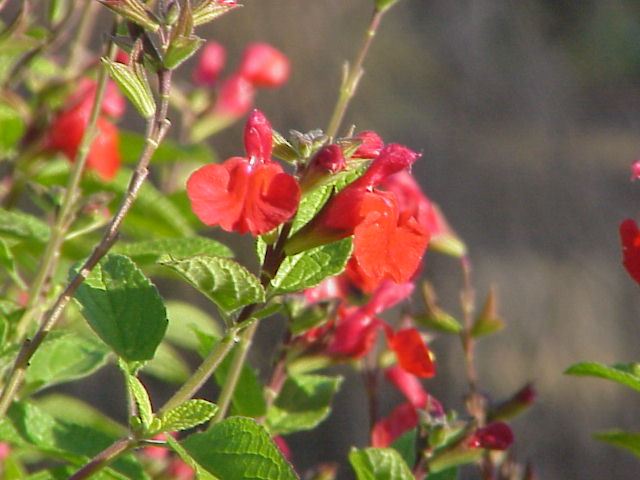
Salvia blepharophylla.

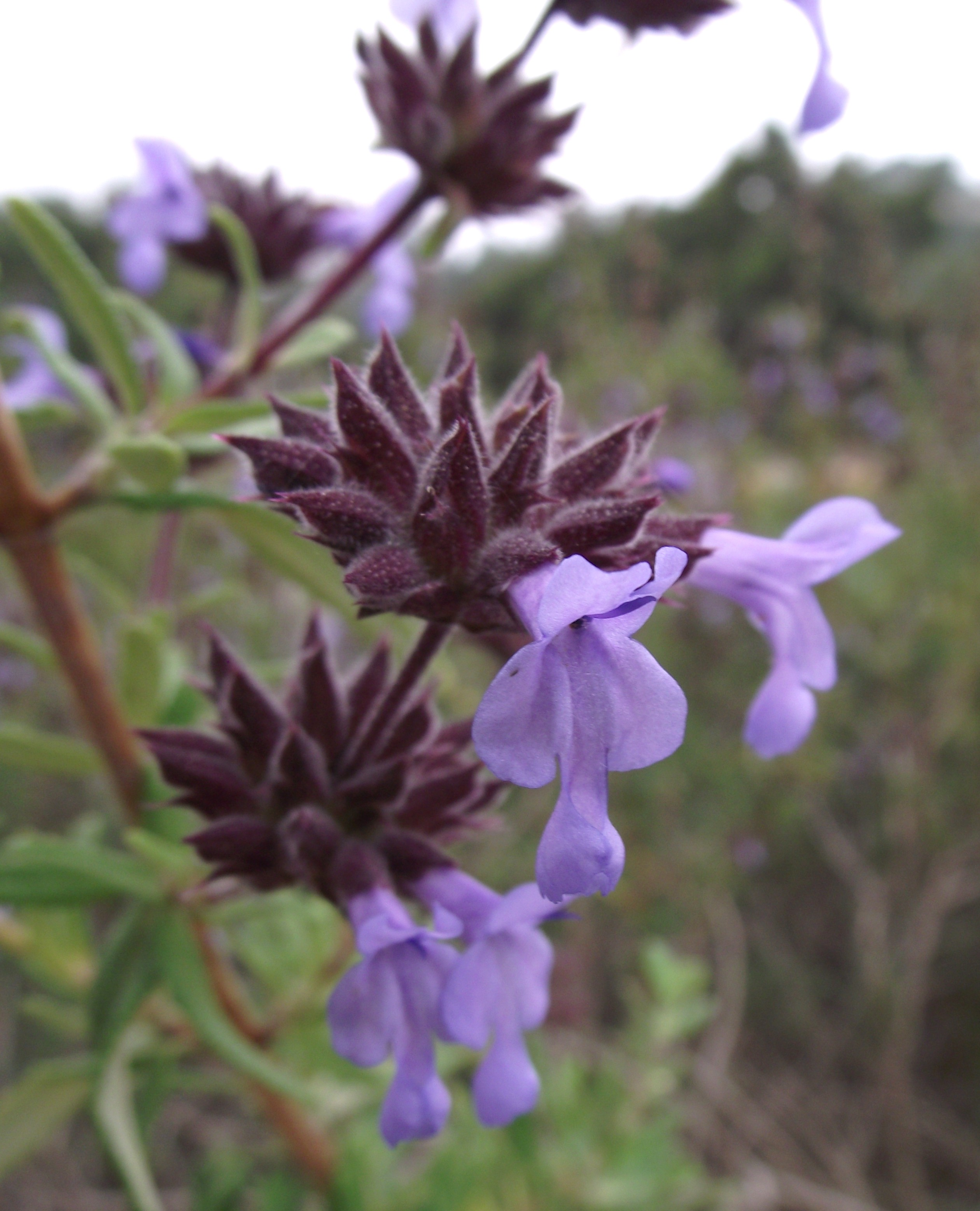
Salvia brandegeei.

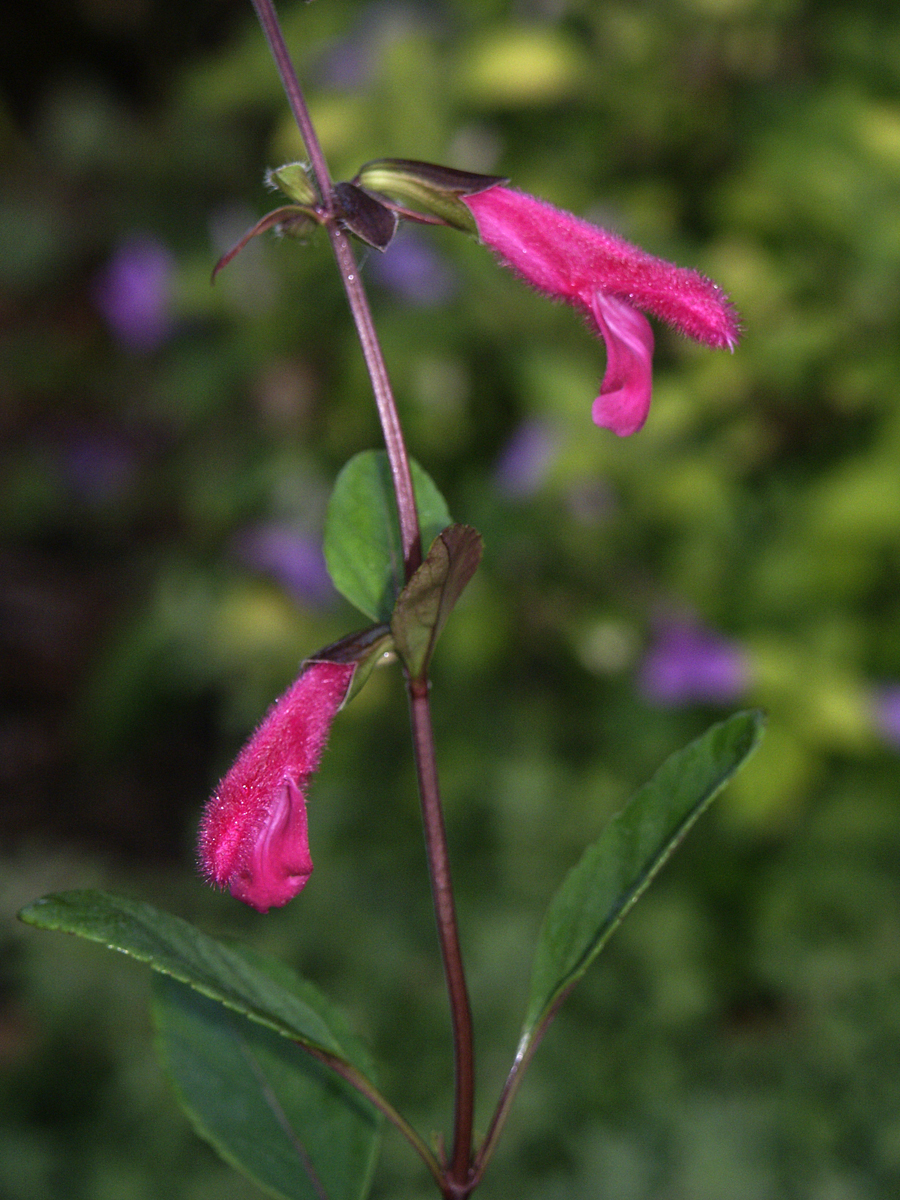
Salvia buchananii.

- Salvia baimaensis S.W.Su & Z.A.Shen
- Salvia balansae Noë ex Coss.
- Salvia balaustina Pohl
- Salvia baldshuanica Lipsky
- Salvia ballotiflora Benth.
- Salvia ballsiana (Rech.f.) Hedge
- Salvia bariensis Thulin
- Salvia barrelieri Etl.
- Salvia bazmanica Rech.f. & Esfand.
- Salvia beckeri Trautv.
- Salvia benthamiana Gardner ex Fielding
- Salvia betulifolia Epling
- Salvia bifidocalyx C.Y.Wu & Y.C.Huang
- Salvia biserrata M.Martens & Galeotti
- Salvia blancoana Webb & Heldr.
- Salvia blepharophylla Brandegee ex Epling
- Salvia boegei Ramamoorthy
- Salvia bogotensis Benth.
- Salvia booleana B.L.Turner
- Salvia borjensis E.P.Santos
- Salvia bowleyana Dunn
- Salvia brachyantha (Bordz.) Pobed.
- Salvia brachyloba Urb.
- Salvia brachyloma E.Peter
- Salvia brachyodon Vandas
- Salvia brachyodonta Briq.
- Salvia brachyphylla Urb.
- Salvia bracteata Banks & Sol.
- Salvia brandegeei Munz
- Salvia breviconnectivata Y.Z.Sun ex C.Y.Wu
- Salvia breviflora Moc. & Sessé ex Benth.
- Salvia brevilabra Franch.
- Salvia brevipes Benth.
- Salvia broussonetii Benth.
- Salvia buchananii Hedge
- Salvia bucharica Popov
- Salvia buchii Urb.
- Salvia bulleyana Diels
- Salvia bullulata Benth.
- Salvia bungei J.G.González

## C
- Haut – A
- B
- C
- D
- E
- F
- G
- H
- I
- J
- K
- L
- M
- N
- O
- P
- Q
- R
- S
- T
- U
- V
- W
- X
- Y
- Z

- Salvia caaguazuensis Briq.
- Salvia cabonii Urb.
- Salvia cabulica Benth.
- Salvia cacaliifolia Benth.
- Salvia cadmica Boiss.

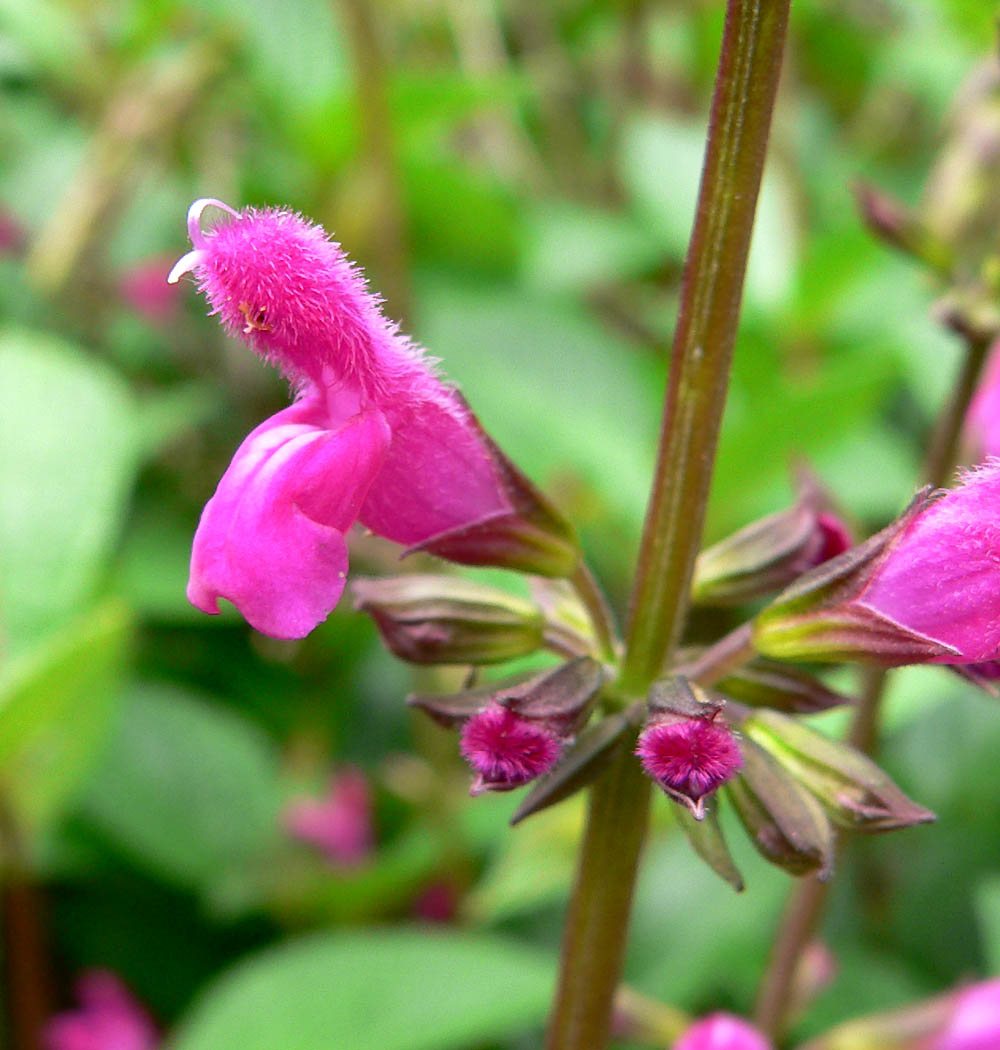
Salvia chiapensis.

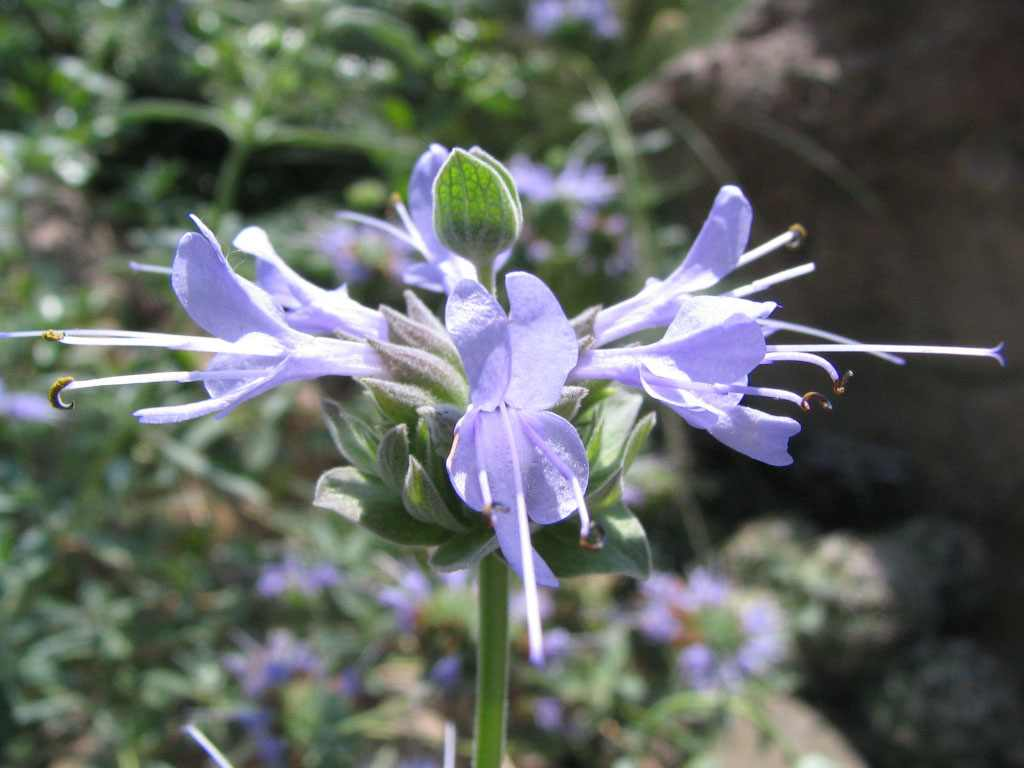
Salvia clevelandii.

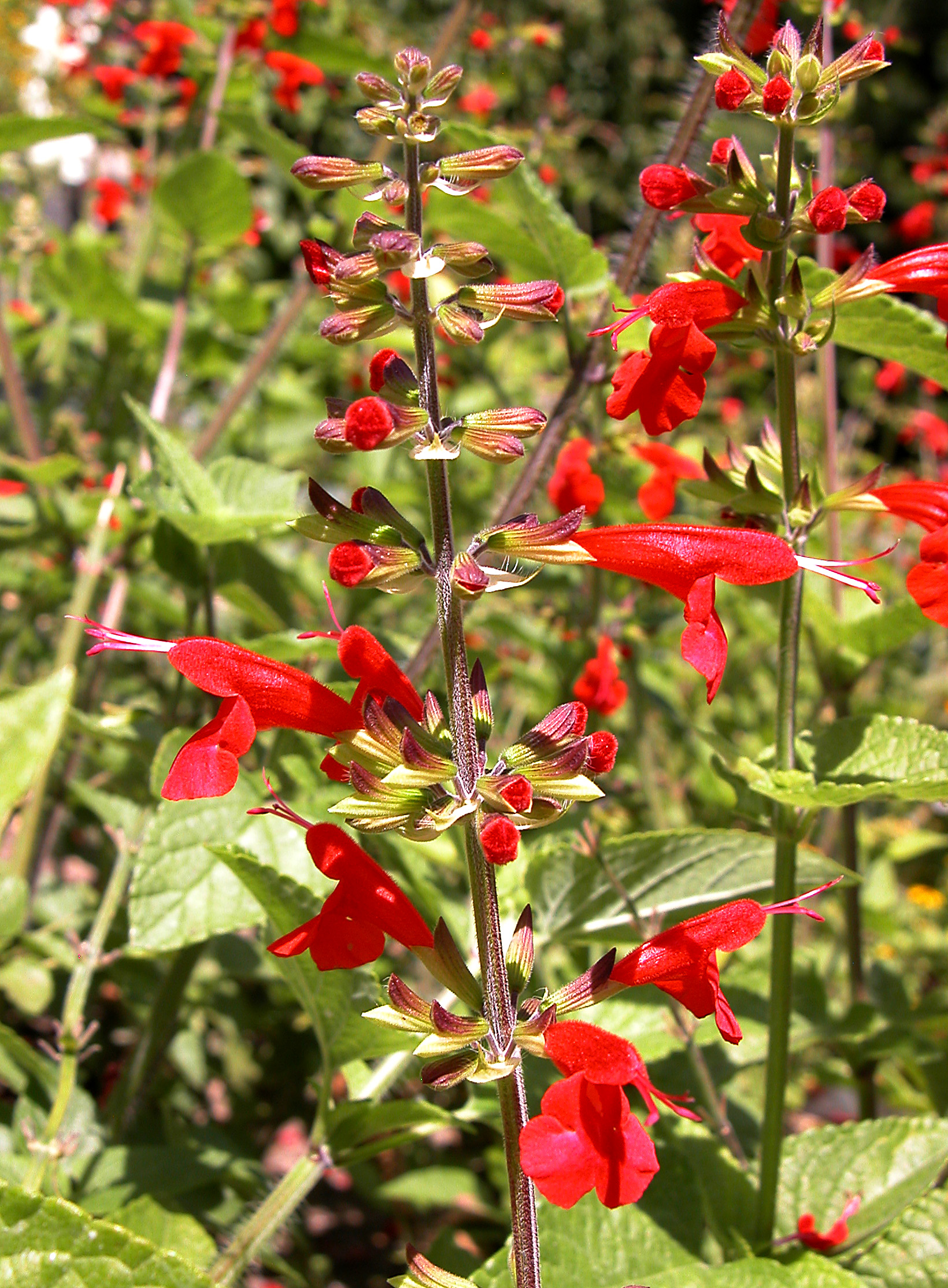
Salvia coccinea.

- Salvia caespitosa Montbret & Aucher ex Benth.
- Salvia calaminthifolia Vahl
- Salvia calcicola Harley
- Salvia californica Brandegee
- Salvia calolophos Epling
- Salvia camarifolia Benth.
- Salvia campanulata Wall ex Benth.
- Salvia campicola Briq.
- Salvia camporum Epling
- Salvia campylodonta Botsch.
- Salvia canariensis L.
- Salvia candelabrum Boiss.
- Salvia candicans M.Martens & Galeotti
- Salvia candidissima Vahl
- Salvia canescens C.A.Mey.
- Salvia capillosa Epling
- Salvia carbonoi Fern.Alonso
- Salvia cardenasii J. R. I. Wood
- Salvia cardiophylla Benth.
- Salvia carduacea Benth.
- Salvia carnea Kunth
- Salvia cassia Sam. ex Rech.f.
- Salvia castanea Diels
- Salvia cataractarum Briq.
- Salvia caudata Epling
- Salvia cavaleriei H.Lév.
- Salvia caymanensis Millsp. & Uline
- Salvia cedronella Boiss.
- Salvia cedrosensis Greene
- Salvia ceratophylla L.
- Salvia cerradicola E.P.Santos
- Salvia chalarothyrsa Fernald
- Salvia chamaedryoides Cav.
- Salvia chamelaeagnea Berg.
- Salvia chanryoenica Nakai
- Salvia chapadensis E.P.Santos & Harley
- Salvia chapalensis Briq.
- Salvia chiapensis Fernald
- Salvia chicamochae J.R.I.Wood & Harley
- Salvia chienii E.Peter
- Salvia chinensis Benth.
- Salvia chionantha Boiss.
- Salvia chionopeplica Epling
- Salvia chionophylla Fernald
- Salvia chloroleuca Rech.f. & Aellen
- Salvia chorassanica Bunge
- Salvia chrysophylla Stapf
- Salvia chudaei Batt. & Trab.
- Salvia chunganensis C.Y.Wu & Y.C.Huang
- Salvia cilicica Boiss.
- Salvia cinica Migo
- Salvia cinnabarina M.Martens & Galeotti
- Salvia circinnata Cav.
- Salvia clarendonensis Britton
- Salvia clausa Vell.
- Salvia clevelandii (A.Gray) Greene
- Salvia clinopodioides Kunth
- Salvia coahuilensis Fernald
- Salvia coccinea Buc'hoz ex Etl.
- Salvia cocuyana Fern.Alonso
- Salvia codazziana Fern.Alonso
- Salvia coerulea Benth.
- Salvia cognata Urb. & Ekman
- Salvia colonica Standl. & L.O.Williams ex Klitg.
- Salvia columbariae Benth.
- Salvia comayaguana Standl.
- Salvia compar (Wissjul.) Trautv. ex Sosn.
- Salvia compressa Vent.
- Salvia compsostachys Epling
- Salvia concolor Lamb. ex Benth.
- Salvia confertiflora Pohl
- Salvia congestiflora Epling
- Salvia connivens Epling
- Salvia consimilis Epling
- Salvia consobrina Epling
- Salvia corazonica Gilli
- Salvia cordata Benth.
- Salvia coriana Quedensley & Véliz
- Salvia corrugata Vahl
- Salvia costaricensis Oerst.
- Salvia costata Epling
- Salvia coulteri Fernald
- Salvia crinigera Gand.
- Salvia crucis Epling
- Salvia cruikshanksii Benth.
- Salvia cryptoclada Baker
- Salvia cryptodonta Fernald
- Salvia cuatrecasana Epling
- Salvia cubensis Britton & P.Wilson
- Salvia curta Epling
- Salvia curticalyx Epling
- Salvia curtiflora Epling
- Salvia curviflora Benth.
- Salvia cuspidata Ruiz & Pav.
- Salvia cyanantha Epling
- Salvia cyanescens Boiss. & Balansa
- Salvia cyanicalyx Epling
- Salvia cyanocephala Epling
- Salvia cyanotropha Epling
- Salvia cyclostegia E.Peter
- Salvia cylindriflora Epling
- Salvia cynica Dunn

## D
- Haut – A
- B
- C
- D
- E
- F
- G
- H
- I
- J
- K
- L
- M
- N
- O
- P
- Q
- R
- S
- T
- U
- V
- W
- X
- Y
- Z

- Salvia dabieshanensis J.Q.He
- Salvia darcyi J.Compton
- Salvia dasyantha Lem.
- Salvia decumbens Alain
- Salvia decurrens Epling
- Salvia densiflora Benth.
- Salvia dentata Aiton
- Salvia deserta Schangin
- Salvia deserti Decne.
- Salvia desoleana Atzei & V.Picci

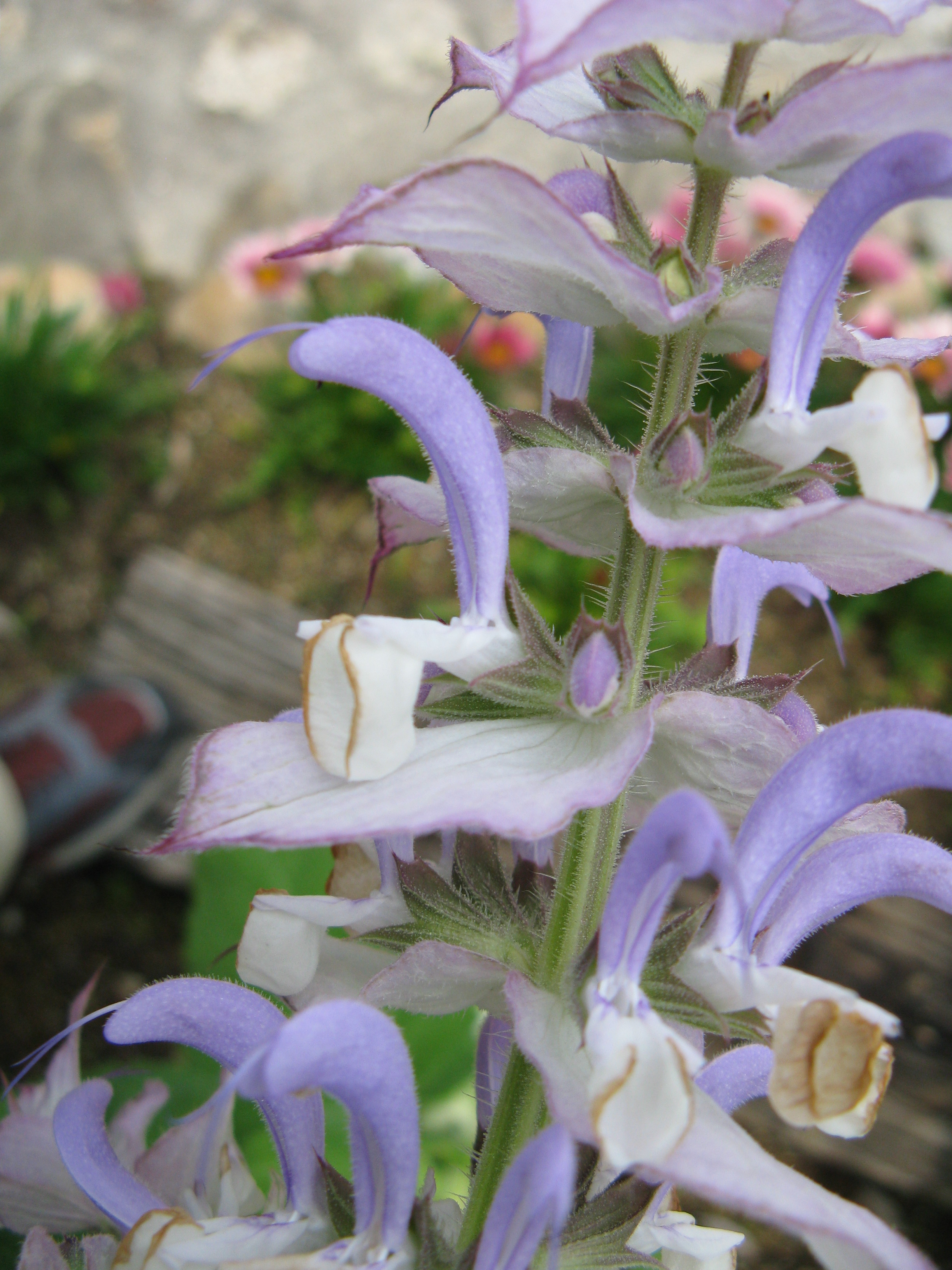
Salvia desoleana.

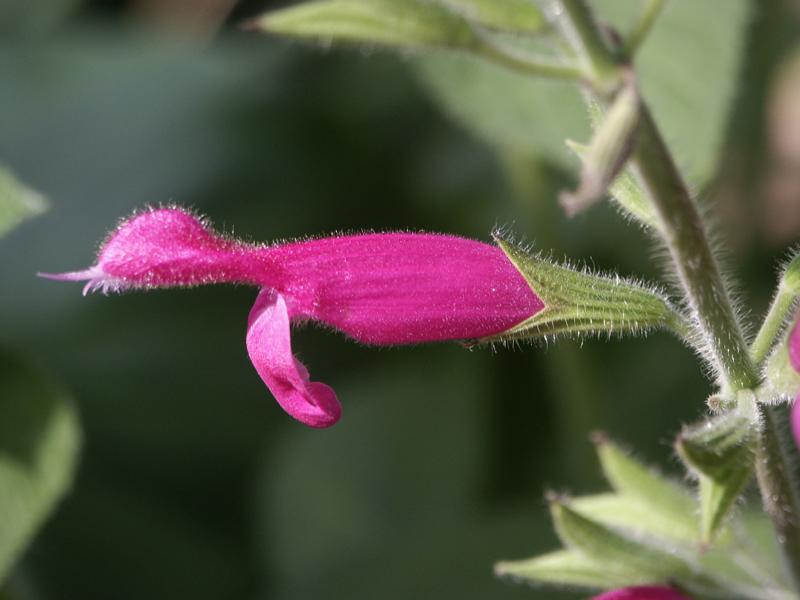
Salvia dorisiana.

- Salvia diamantina E.P.Santos & Harley
- Salvia dianthera Roth ex Roem. & Schult. - salvia de bengala[1]
- Salvia dichlamys Epling
- Salvia dichroantha Stapf
- Salvia digitaloides Diels
- Salvia discolor Kunth
- Salvia disermas L.
- Salvia disjuncta Fernald
- Salvia divaricata Montbret & Aucher ex Benth.
- Salvia divinorum Epling & Játiva
- Salvia dolichantha E.Peter
- Salvia dolomitica Codd
- Salvia dombeyi Epling
- Salvia dominica L.
- Salvia dorisiana Standl.
- Salvia dorrii (Kellogg) Abrams
- Salvia dorystaechas B.T.Drew
- Salvia drobovii Botsch.
- Salvia drusica Mouterde
- Salvia drymocharis Epling ex Standl.
- Salvia dryophila Epling
- Salvia dugesiana Epling
- Salvia dumetorum Andrz. ex Besser
- Salvia durantiflora Epling
- Salvia durifolia Epling
- Salvia duripes Epling & Mathias

## E
- Haut – A
- B
- C
- D
- E
- F
- G
- H
- I
- J
- K
- L
- M
- N
- O
- P
- Q
- R
- S
- T
- U
- V
- W
- X
- Y
- Z

- Salvia ecbatanensis Stapf
- Salvia ecuadorensis Briq.

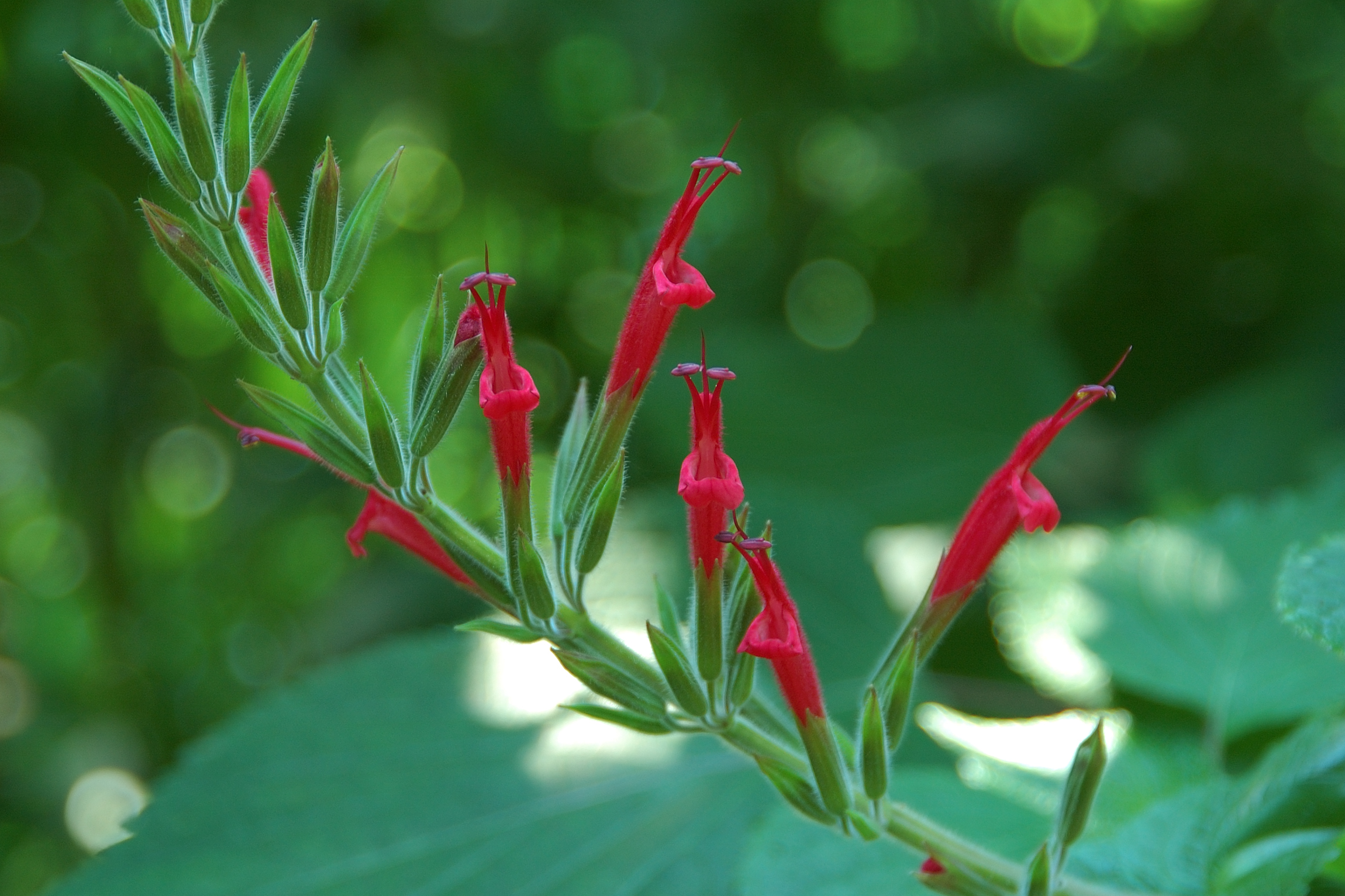
Salvia elegans.

- Salvia eichleriana Heldr. ex Halácsy
- Salvia eigii Zohary
- Salvia eizi-matudae Ramamoorthy
- Salvia ekimiana F. Celep & Doğan
- Salvia elegans Vahl
- Salvia elenevskyi Pobed.
- Salvia emaciata Epling
- Salvia engelmannii A.Gray
- Salvia eplingiana Alziar
- Salvia eremophila Boiss.
- Salvia eremostachya Jeps.
- Salvia eriocalyx Bertero ex Roem. & Schult.
- Salvia eriophora Boiss. & Kotschy
- Salvia ernesti-vargasii C.Nelson
- Salvia erythropoda Rusby
- Salvia erythrostoma Epling
- Salvia espirito-santensis Brade & Barb.Per.
- Salvia euphratica Montbret & Aucher ex Benth.
- Salvia evansiana Hand.-Mazz.
- Salvia exilis Epling
- Salvia expansa Epling
- Salvia exserta Griseb.

## F
- Haut – A
- B
- C
- D
- E
- F
- G
- H
- I
- J
- K
- L
- M
- N
- O
- P
- Q
- R
- S
- T
- U
- V
- W
- X
- Y
- Z

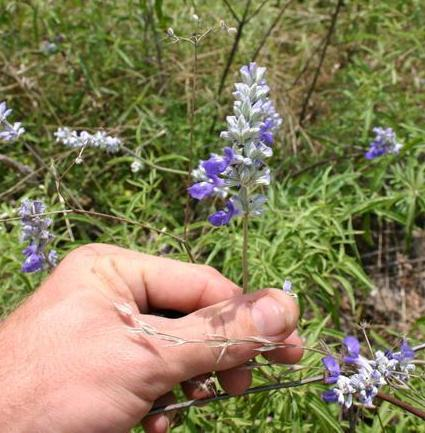
Salvia farinacea.

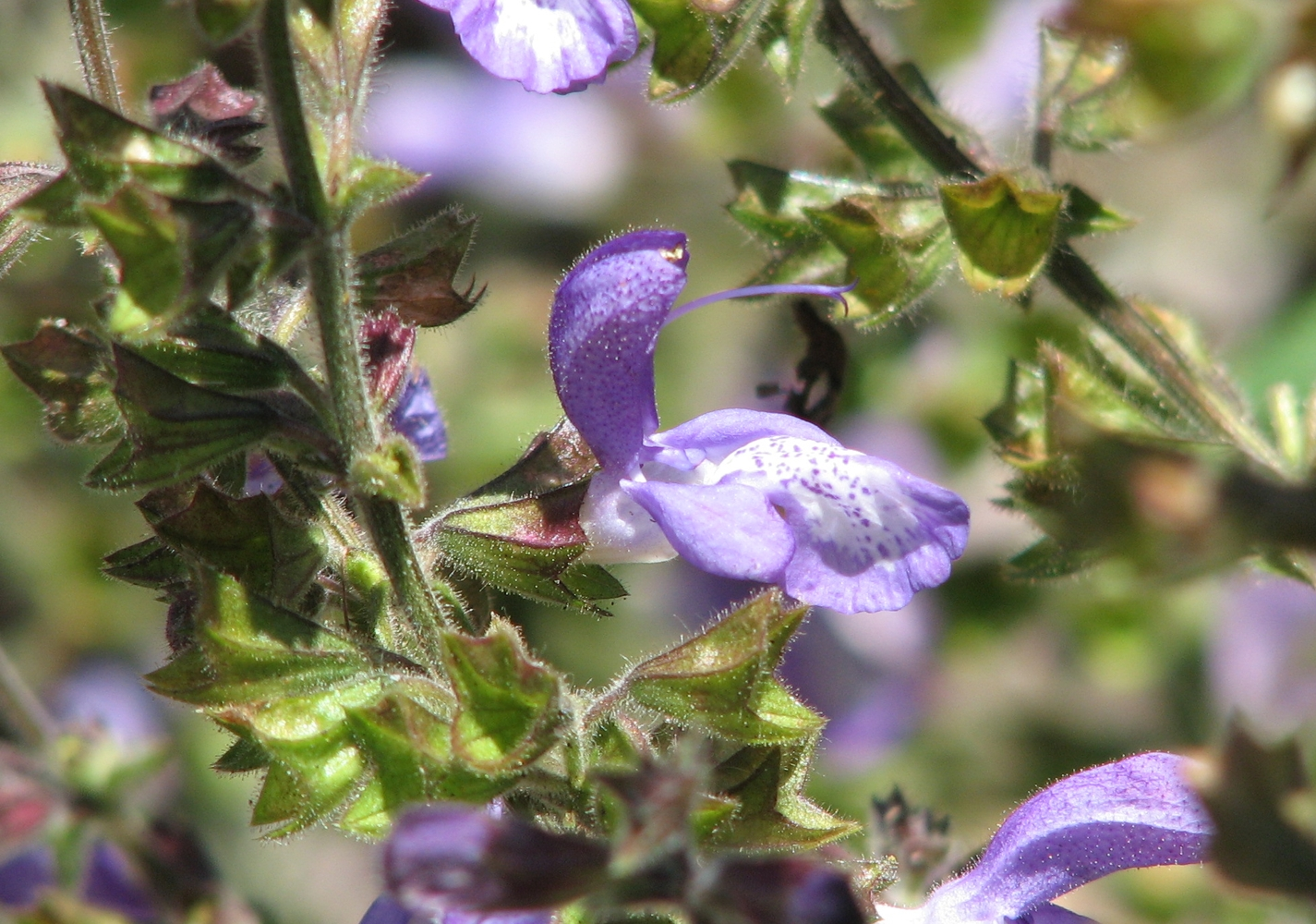
Salvia forsskaolei.

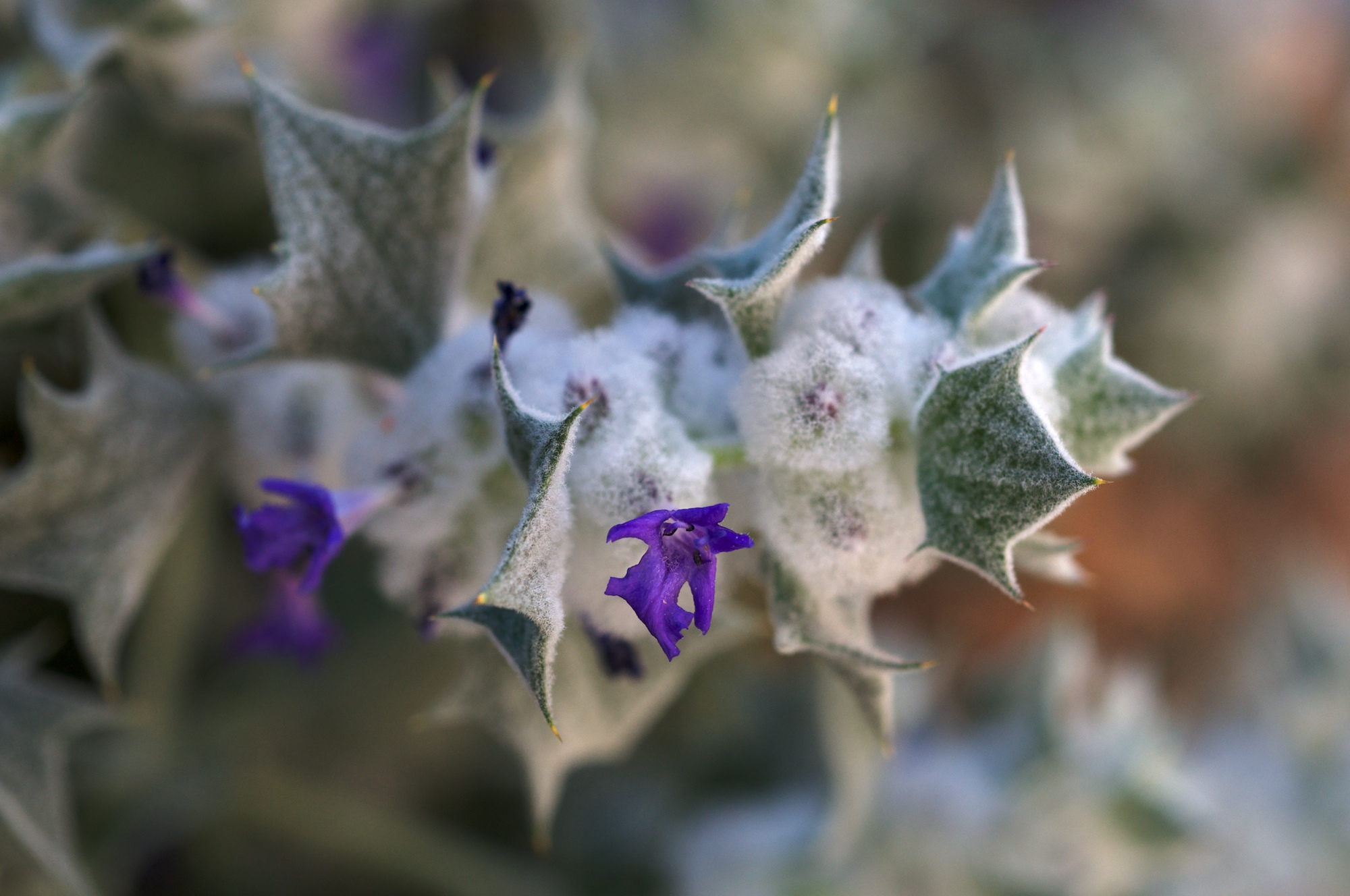
Salvia funerea.

- Salvia fairuziana R.M.Haber & Semaan
- Salvia falcata J.R.I.Wood & Harley
- Salvia farinacea Benth.
- Salvia filicifolia Merr.
- Salvia filifolia Ramamoorthy
- Salvia filipes Benth.
- Salvia firma Fernald
- Salvia flaccida Fernald
- Salvia flaccidifolia Fernald
- Salvia flava Forrest ex Diels
- Salvia flocculosa Benth.
- Salvia florida Benth.
- Salvia fluviatilis Fernald
- Salvia fominii Grossh. & Sosn.
- Salvia formosa L'Hér. - soconcha del Perú[1]
- Salvia forreri Greene
- Salvia forsskaolei L.
- Salvia foveolata Urb. & Ekman
- Salvia fracta L.O.Williams
- Salvia fragarioides C.Y.Wu
- Salvia freyniana Bornm.
- Salvia frigida Boiss.
- Salvia fruticetorum Benth.
- Salvia fruticosa Mill.
- Salvia fruticulosa Benth.
- Salvia fugax Pobed.
- Salvia fulgens Cav.
- Salvia funckii Briq.
- Salvia funerea M.E.Jones
- Salvia fusca Epling
- Salvia fuscomanicata Fern.Alonso

## G
- Haut – A
- B
- C
- D
- E
- F
- G
- H
- I
- J
- K
- L
- M
- N
- O
- P
- Q
- R
- S
- T
- U
- V
- W
- X
- Y
- Z

- Salvia garedjii Troitsky
- Salvia gariepensis E.Mey.

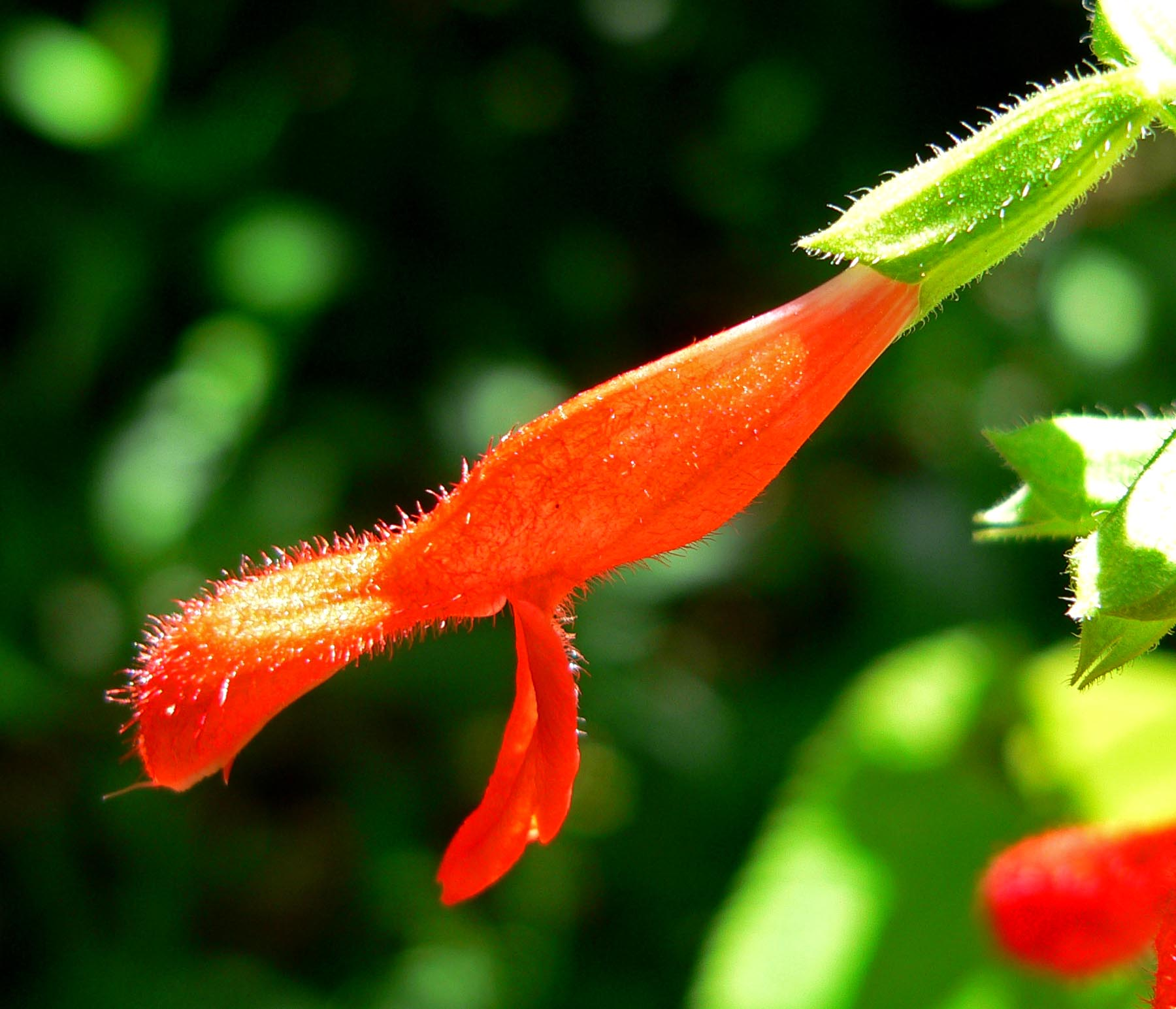
Salvia gesneriiflora.

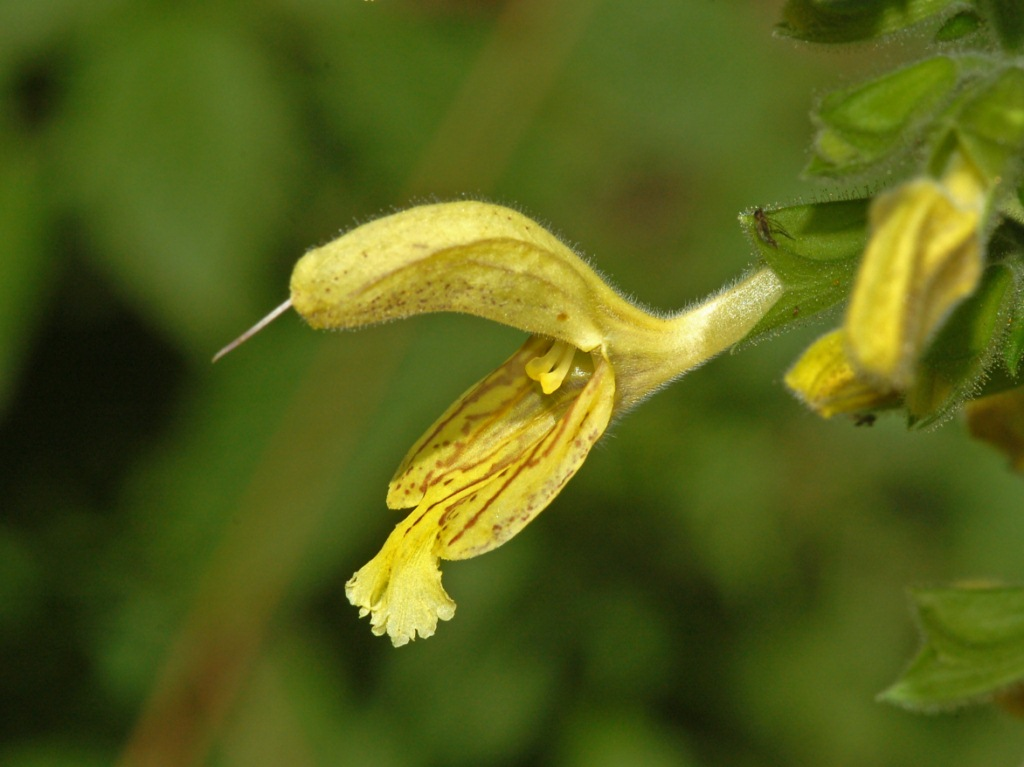
Salvia glutinosa.

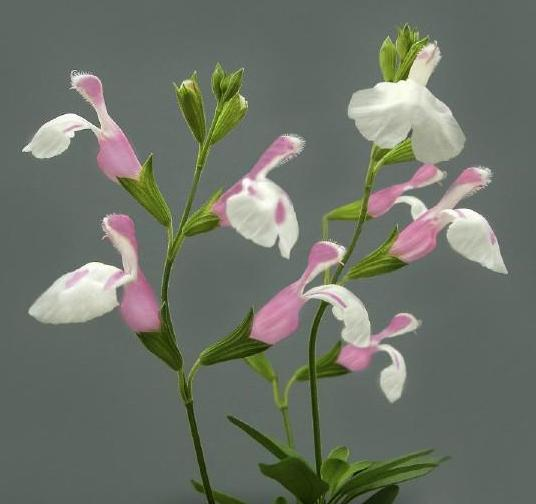
Salvia greggii.

- Salvia garipensis E. Mey. ex Bentham
- Salvia gattefossei Emb.
- Salvia gesneriiflora Lindl. & Paxton
- Salvia ghiesbreghtii Fernald
- Salvia glabra M.Martens & Galeotti
- Salvia glabrata Kunth
- Salvia glabrescens Makino
- Salvia glabricaulis Pobed.
- Salvia glandulifera Cav.
- Salvia glechomifolia Kunth
- Salvia glumacea Kunth
- Salvia glutinosa L.
- Salvia goldmanii Fernald
- Salvia golneviana Rzazade
- Salvia gontscharowii Kudrjasch.
- Salvia gonzalezii Fernald
- Salvia gracilipes Epling
- Salvia graciliramulosa Epling & Játiva
- Salvia granatensis B.T.Drew
- Salvia grandifolia W.W.Sm.
- Salvia grandis Epling
- Salvia granitica Hochst.
- Salvia gravida Epling
- Salvia greatae Brandegee
- Salvia greggii A.Gray
- Salvia grewiifolia S.Moore
- Salvia grisea Epling & Mathias
- Salvia griseifolia Epling
- Salvia grossheimii Sosn.
- Salvia guadalujarensis Briq.
- Salvia guaranitica A.St.-Hil. ex Benth.
- Salvia guarinae Standl.

## H
- Haut – A
- B
- C
- D
- E
- F
- G
- H
- I
- J
- K
- L
- M
- N
- O
- P
- Q
- R
- S
- T
- U
- V
- W
- X
- Y
- Z

- Salvia haenkei Benth.
- Salvia haitiensis Urb.
- Salvia hajastana Pobed.
- Salvia halaensis Vicary
- Salvia halophila Hedge
- Salvia hamulus Epling
- Salvia handelii E.Peter
- Salvia hapalophylla Epling
- Salvia harleyana E.P.Santos
- Salvia hatschbachii E.P.Santos
- Salvia haussknechtii Boiss.
- Salvia hayatae Makino ex Hayata
- Salvia hedgeana Dönmez
- Salvia heerii Regel
- Salvia heldreichiana Boiss.
- Salvia helianthemifolia Benth.
- Salvia henryi A.Gray
- Salvia herbacea Benth.

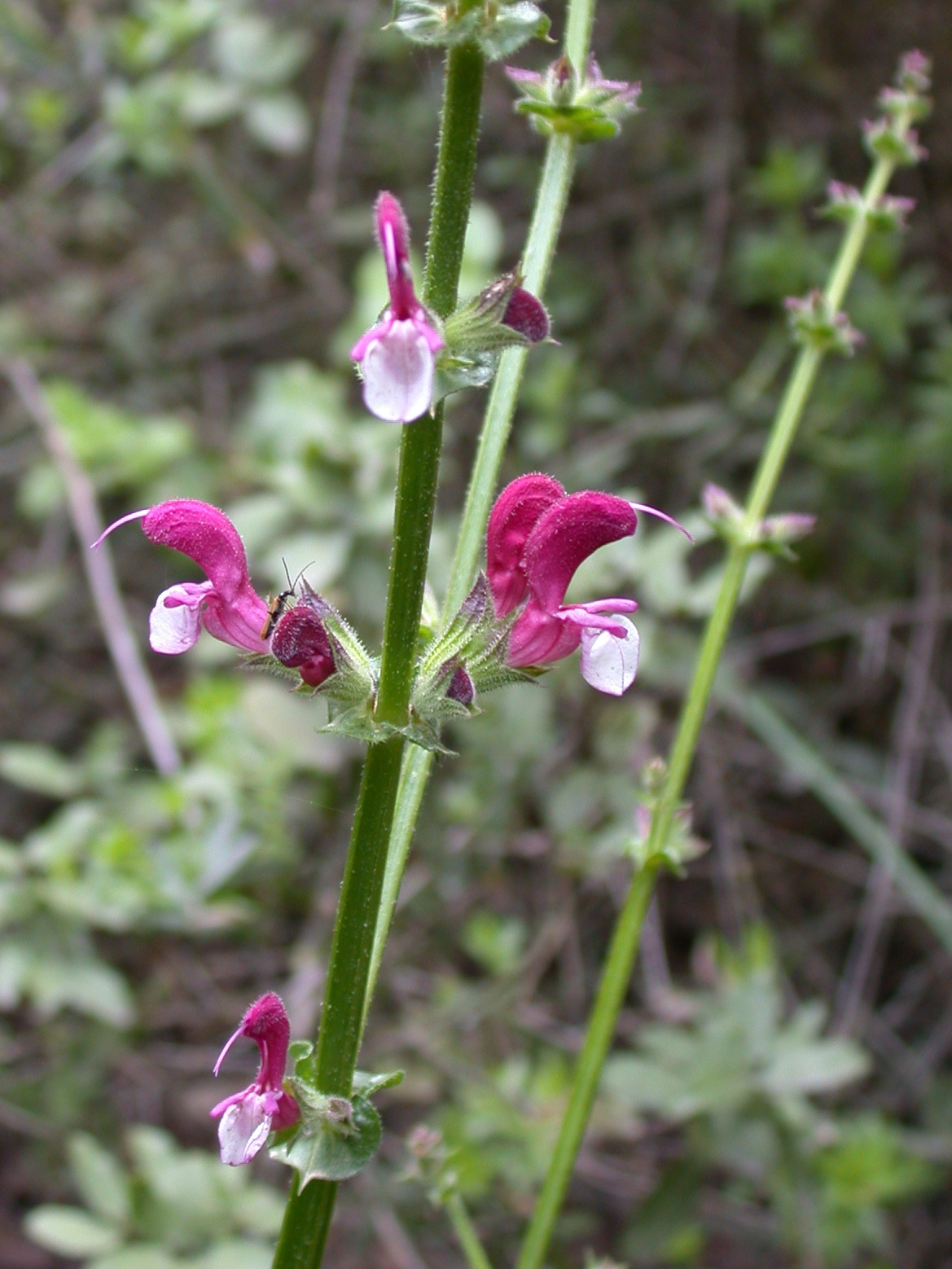
Salvia hierosolymitana.

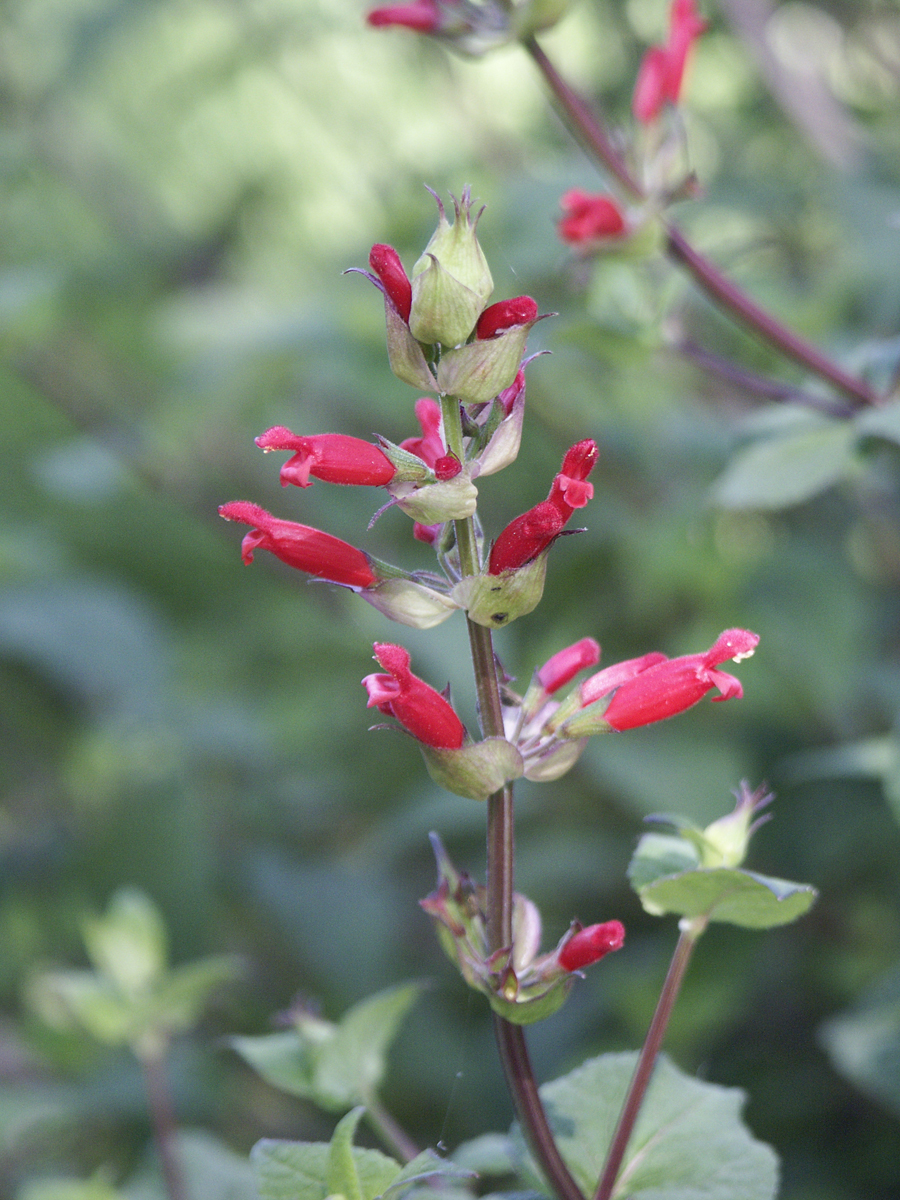
Salvia holwayi.

- Salvia herbanica A.Santos & M. Fernández
- Salvia hermesiana Fern.Alonso
- Salvia herrerae Epling
- Salvia heterochroa E.Peter
- Salvia heterofolia Epling & Mathias
- Salvia heterotricha Fernald
- Salvia hians Royle ex Benth.
- Salvia hidalgensis Miranda
- Salvia hierosolymitana Boiss.
- Salvia hilarii Benth.
- Salvia hillcoatiae Hedge
- Salvia himmelbaurii E.Peter
- Salvia hintonii Epling
- Salvia hirsuta Jacq.
- Salvia hirta Kunth
- Salvia hirtella Vahl
- Salvia hispanica L.
- Salvia holwayi S.F.Blake
- Salvia honania L.H.Bailey
- Salvia hotteana Urb. & Ekman
- Salvia huberi Hedge
- Salvia humboldtiana F.Dietr.
- Salvia hupehensis E.Peter
- Salvia hydrangea DC. ex Benth.
- Salvia hylocharis Diels
- Salvia hypargeia Fisch. & C.A.Mey.
- Salvia hypochionaea Boiss.
- Salvia hypoleuca Benth.

## I
- Haut – A
- B
- C
- D
- E
- F
- G
- H
- I
- J
- K
- L
- M
- N
- O
- P
- Q
- R
- S
- T
- U
- V
- W
- X
- Y
- Z

- Salvia incumbens Urb. & Ekman
- Salvia incurvata Ruiz & Pav.
- Salvia indica L.
- Salvia indigocephala Ramamoorthy
- Salvia infuscata Epling
- Salvia innoxia Epling & Mathias
- Salvia inornata Epling
- Salvia insignis Kudr.
- Salvia insularum Epling

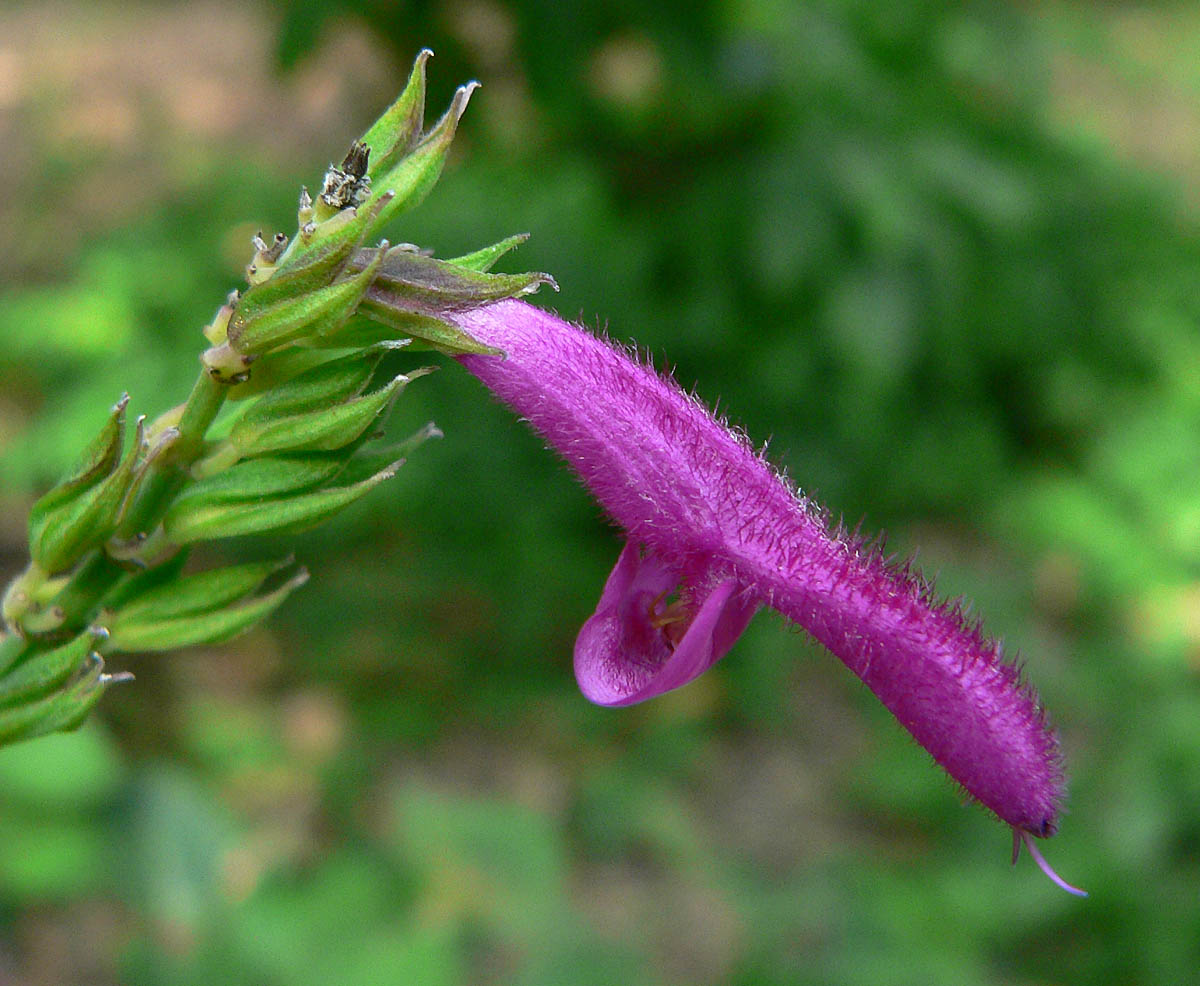
Salvia iodantha.

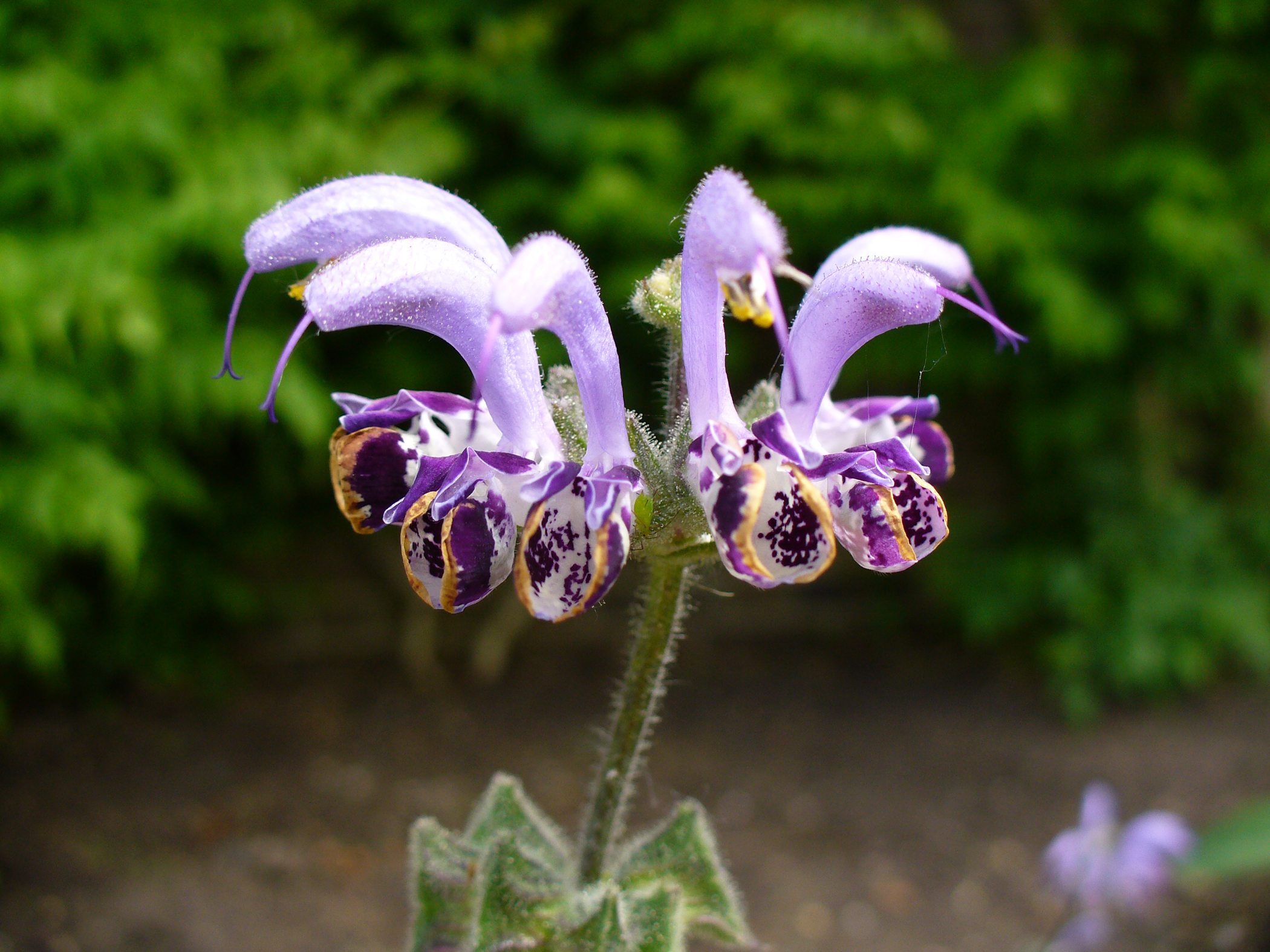
Salvia indica.

- Salvia integrifolia Ruiz & Pav. - soconcha del Perú[1]
- Salvia interrupta Schousb.
- Salvia intonsa Epling
- Salvia involucrata Cav.
- Salvia iodantha Fernald
- Salvia iodophylla Epling
- Salvia ionocalyx Epling
- Salvia isensis Nakai ex H.Hara
- Salvia itaguassuensis Brade & Barb.Per.
- Salvia itatiaiensis Dusén
- Salvia iuliana Epling

## J
- Haut – A
- B
- C
- D
- E
- F
- G
- H
- I
- J
- K
- L
- M
- N
- O
- P
- Q
- R
- S
- T
- U
- V
- W
- X
- Y
- Z

- Salvia jacobi Epling

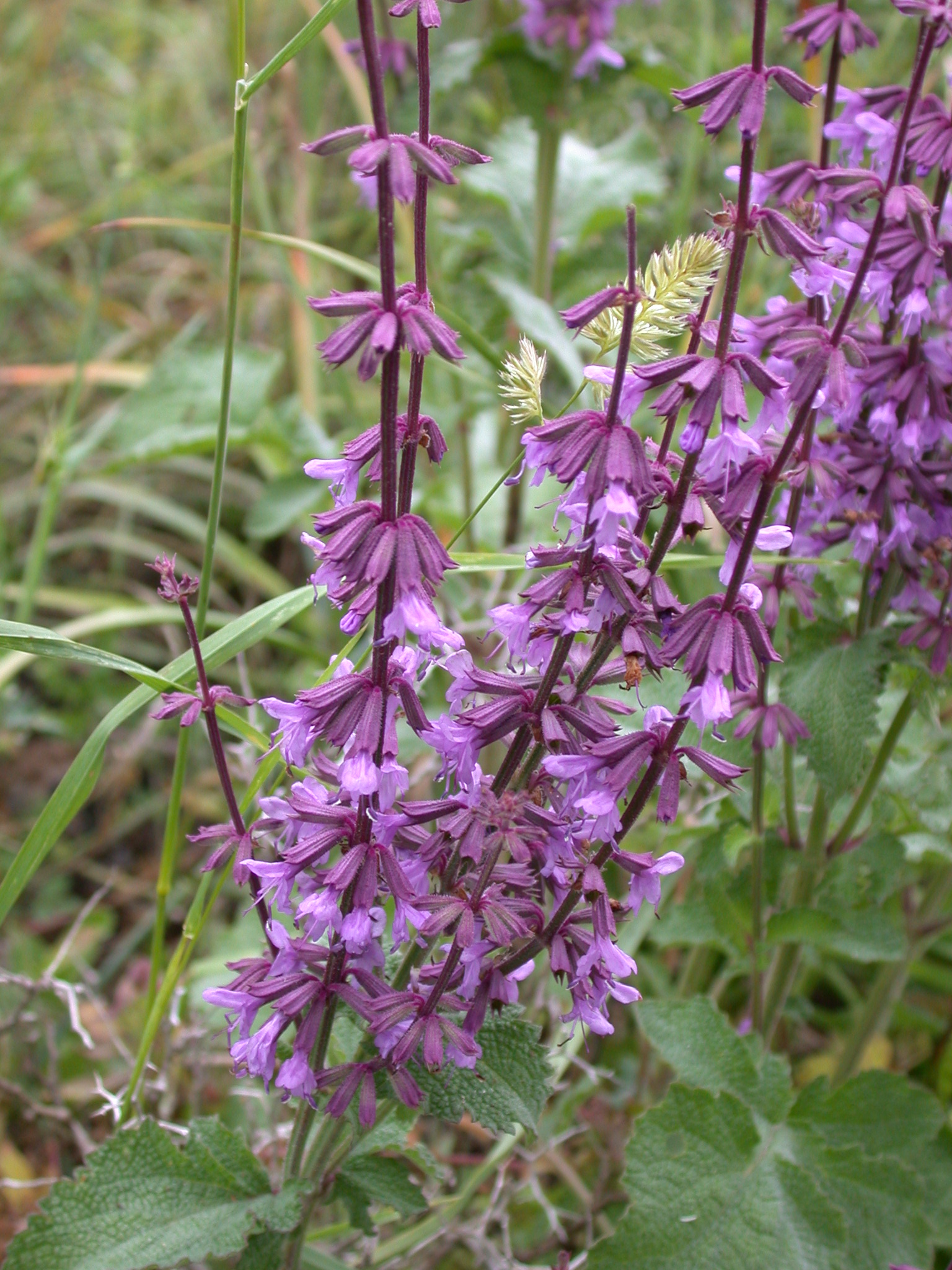
Salvia judaica.

- Salvia jaimehintoniana Ramamoorthy ex B.L.Turner
- Salvia jamaicensis Fawc.
- Salvia jaminiana Noë
- Salvia jamzadii Mozaff.
- Salvia japonica Thunb.
- Salvia jaramilloi Fern.Alonso
- Salvia jordanii J.B.Walker
- Salvia jorgehintoniana Ramamoorthy ex B.L.Turner
- Salvia judaica Boiss.
- Salvia jurisicii Kosanin

## K
- Haut – A
- B
- C
- D
- E
- F
- G
- H
- I
- J
- K
- L
- M
- N
- O
- P
- Q
- R
- S
- T
- U
- V
- W
- X
- Y
- Z

- Salvia kamelinii Makhm.
- Salvia karabachensis Pobed.
- Salvia karelinii J.B.Walker
- Salvia karwinskii Benth.
- Salvia keerlii Benth.
- Salvia kellermanii Donn.Sm.
- Salvia kermanshahensis Rech.f.
- Salvia kiangsiensis C.Y.Wu
- Salvia kiaometiensis H.Lév.
- Salvia klokovii J.B.Walker
- Salvia komarovii Pobed.

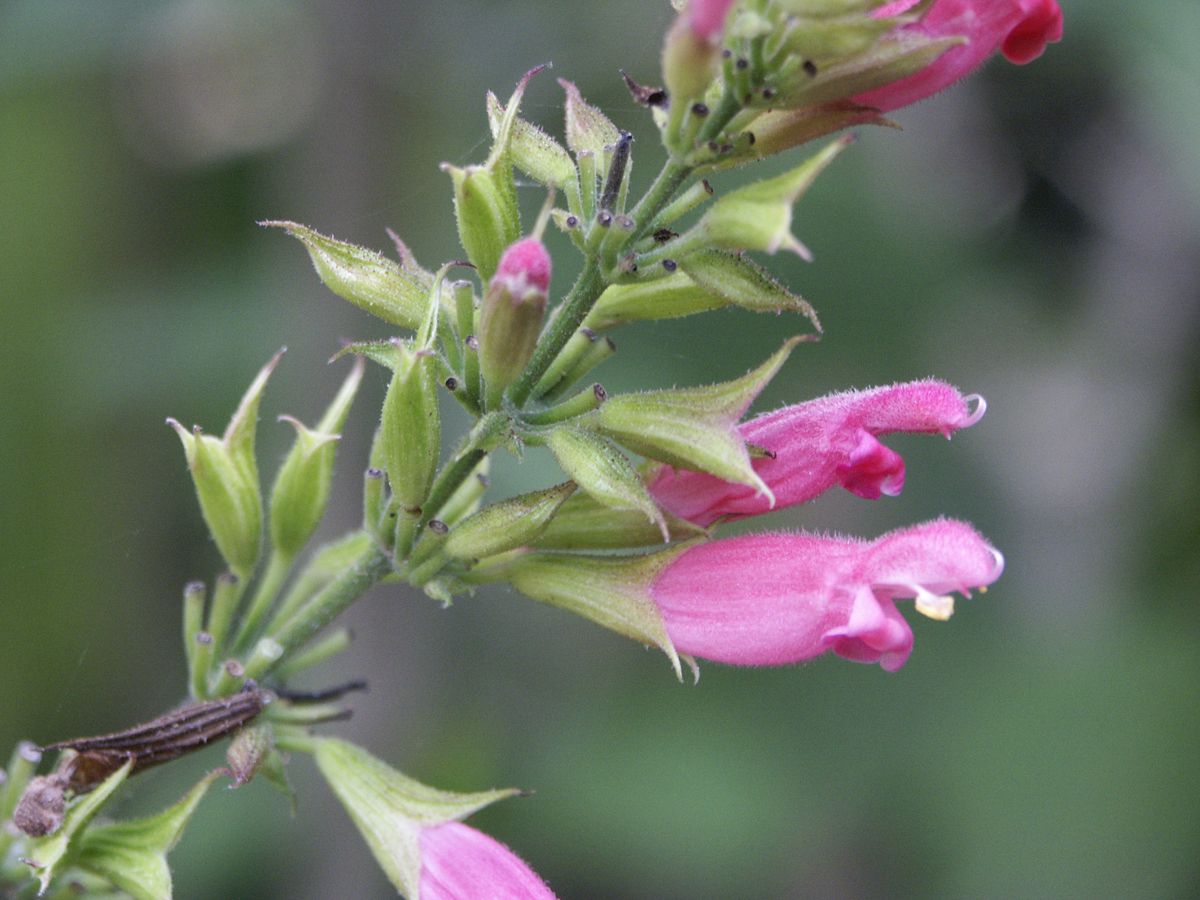
Salvia karwinskii.

- Salvia korolkovii Regel & Schmalh.
- Salvia koyamae Makino
- Salvia kronenburgii Rech.f.
- Salvia kudrjaschevii (Gorschk. & Pjataeva) Sytsma
- Salvia kurdica Boiss. & Hohen. ex Benth.
- Salvia kuznetzovii Sosn.

## L
- Haut – A
- B
- C
- D
- E
- F
- G
- H
- I
- J
- K
- L
- M
- N
- O
- P
- Q
- R
- S
- T
- U
- V
- W
- X
- Y
- Z

- Salvia lachnaioclada Briq.
- Salvia lachnocalyx Hedge
- Salvia lachnostachys Benth.
- Salvia lachnostoma Epling
- Salvia laevis Benth.
- Salvia lamiifolia Jacq.
- Salvia lanceolata Lam.
- Salvia langlassei Fernald
- Salvia languidula Epling
- Salvia lanicalyx Epling
- Salvia lanicaulis Epling & Játiva
- Salvia lanigera Poir.
- Salvia lankongensis C.Y.Wu
- Salvia lasiantha Benth.
- Salvia lasiocephala Hook. & Arn.
- Salvia lavandula Alain
- Salvia lavandulifolia Vahl
- Salvia lavanduloides Kunth
- Salvia laxispicata Epling
- Salvia lemmonii Gray
- Salvia leninae Epling
- Salvia lenta Fernald
- Salvia leonia Benth.

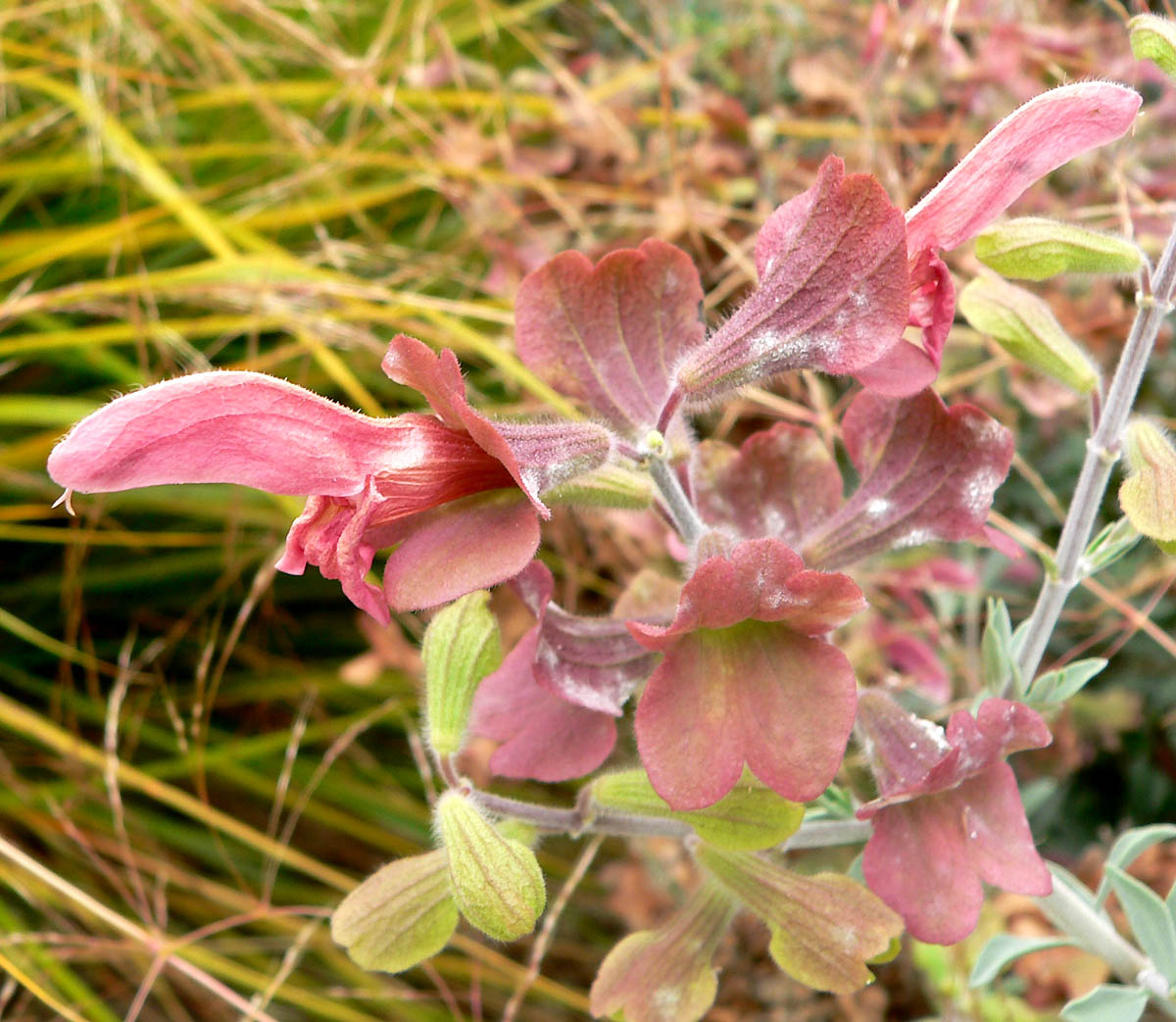
Salvia lanceolata.

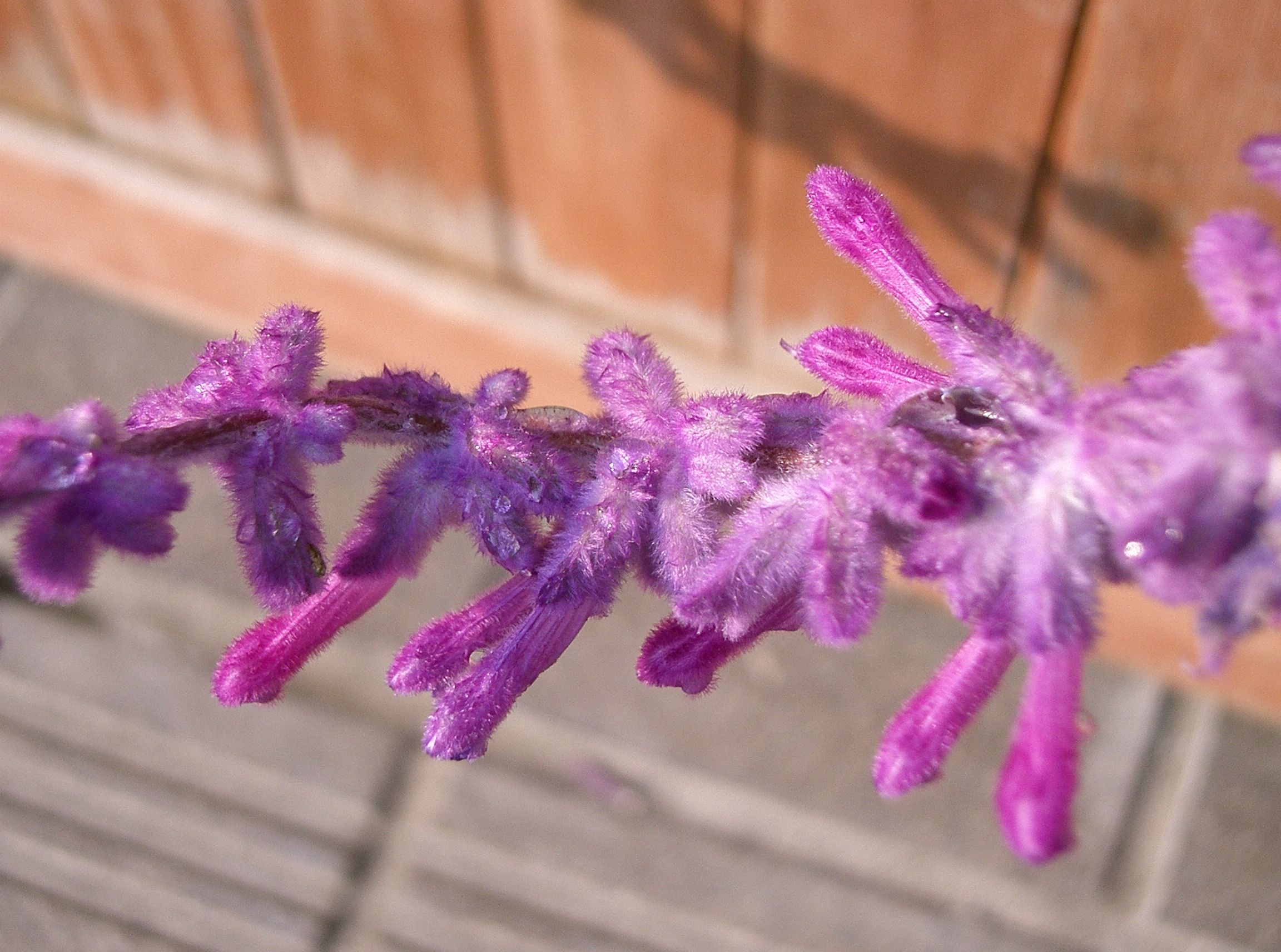
Salvia leucantha.

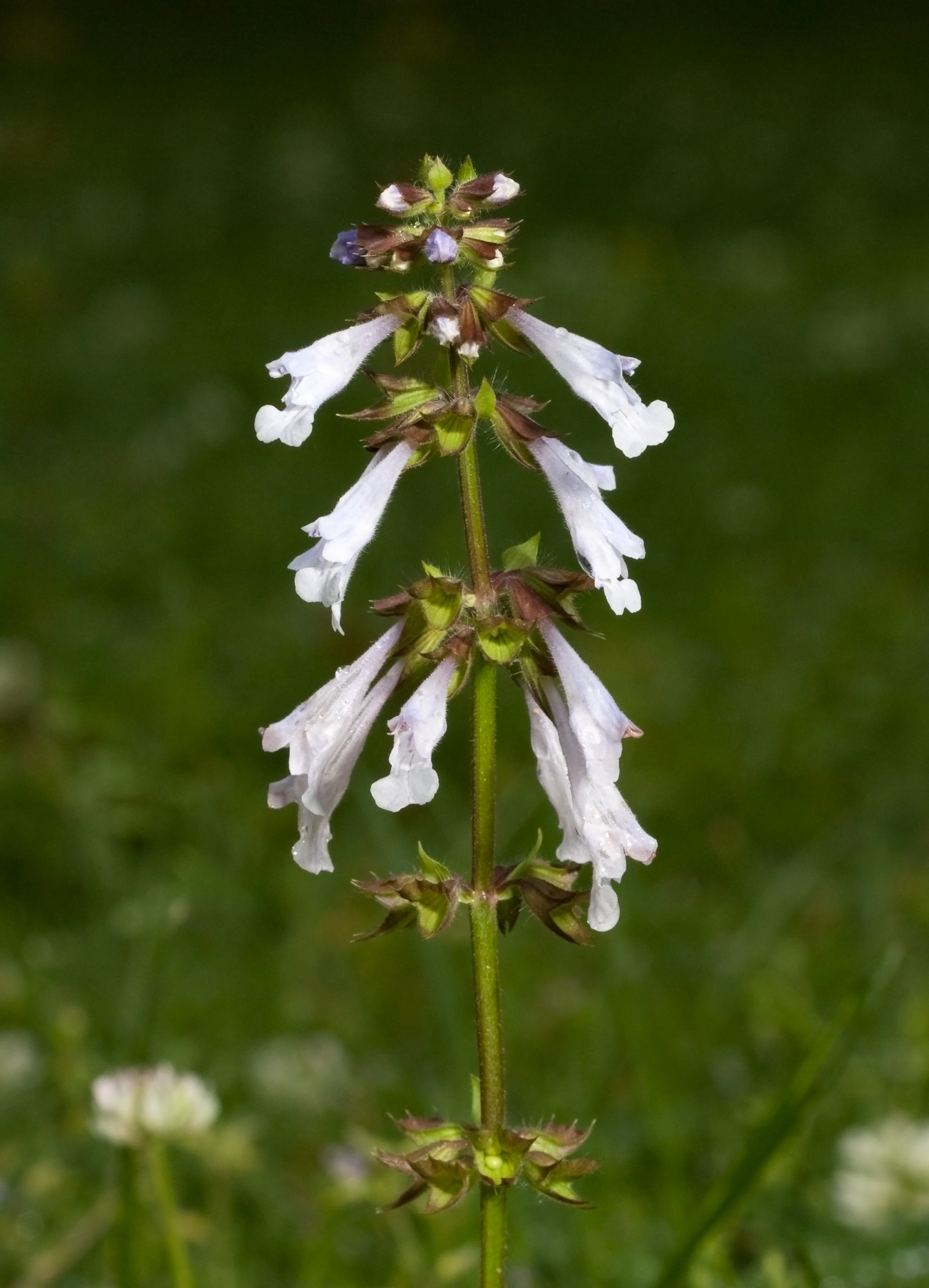
Salvia lyrata.

- Salvia leonuroides Gloxin - soconcha del Perú[1]
- Salvia leptophylla Benth.
- Salvia leptostachys Benth.
- Salvia leriifolia Benth.
- Salvia leucantha Cav.
- Salvia leucocephala Kunth
- Salvia leucochlamys Epling
- Salvia leucodermis Baker
- Salvia leucophylla Greene
- Salvia libanensis Rusby
- Salvia liguliloba Y.Z.Sun
- Salvia lilacinocoerulea Nevski
- Salvia limbata C.A.Mey.
- Salvia lineata Benth.
- Salvia lipskyi Pobed.
- Salvia littae Vis.
- Salvia lobbii Epling
- Salvia longibracteolata E.P.Santos
- Salvia longipedicellata Hedge
- Salvia longispicata M.Martens & Galeotti
- Salvia longistyla Benth.
- Salvia lophanthoides Fernald
- Salvia loxensis Benth.
- Salvia lozanii Fernald
- Salvia lutescens (Koidz.) Koidz.
- Salvia lycioides A.Gray
- Salvia lyrata L.

## M
- Haut – A
- B
- C
- D
- E
- F
- G
- H
- I
- J
- K
- L
- M
- N
- O
- P
- Q
- R
- S
- T
- U
- V
- W
- X
- Y
- Z

- Salvia macellaria Epling
- Salvia macilenta Boiss.
- Salvia macrocalyx Gardner

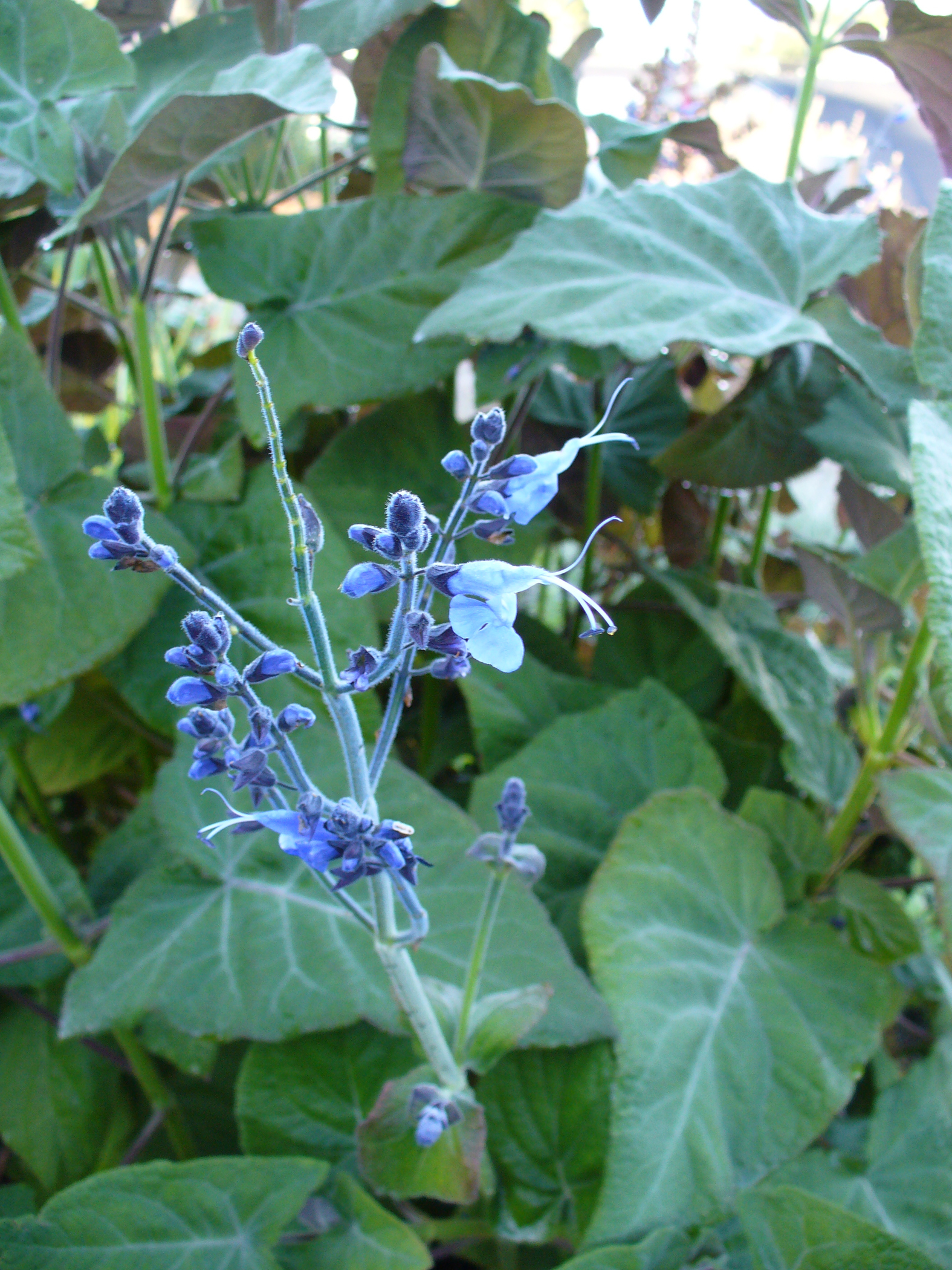
Salvia macrophylla.

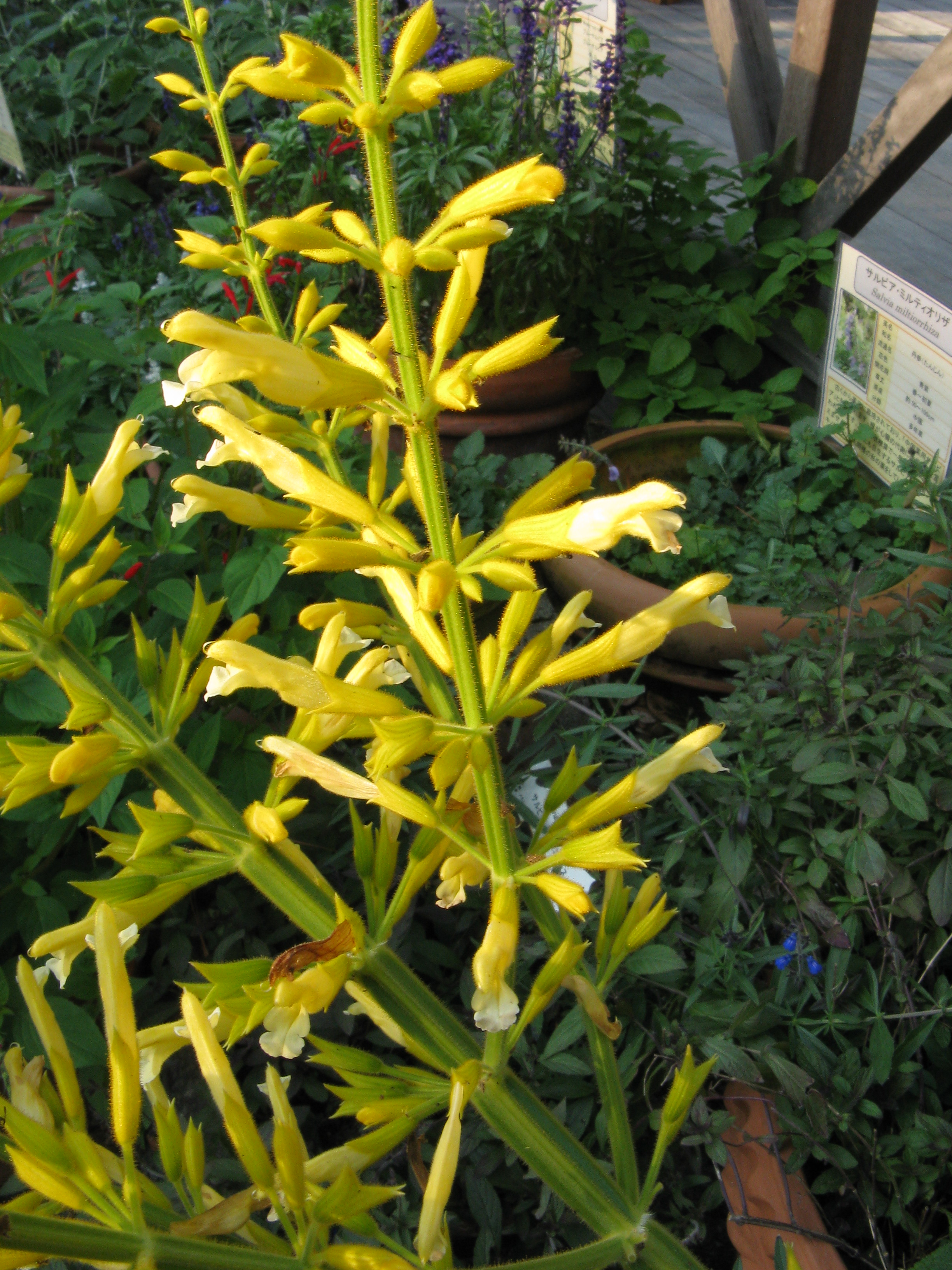
Salvia madrensis.

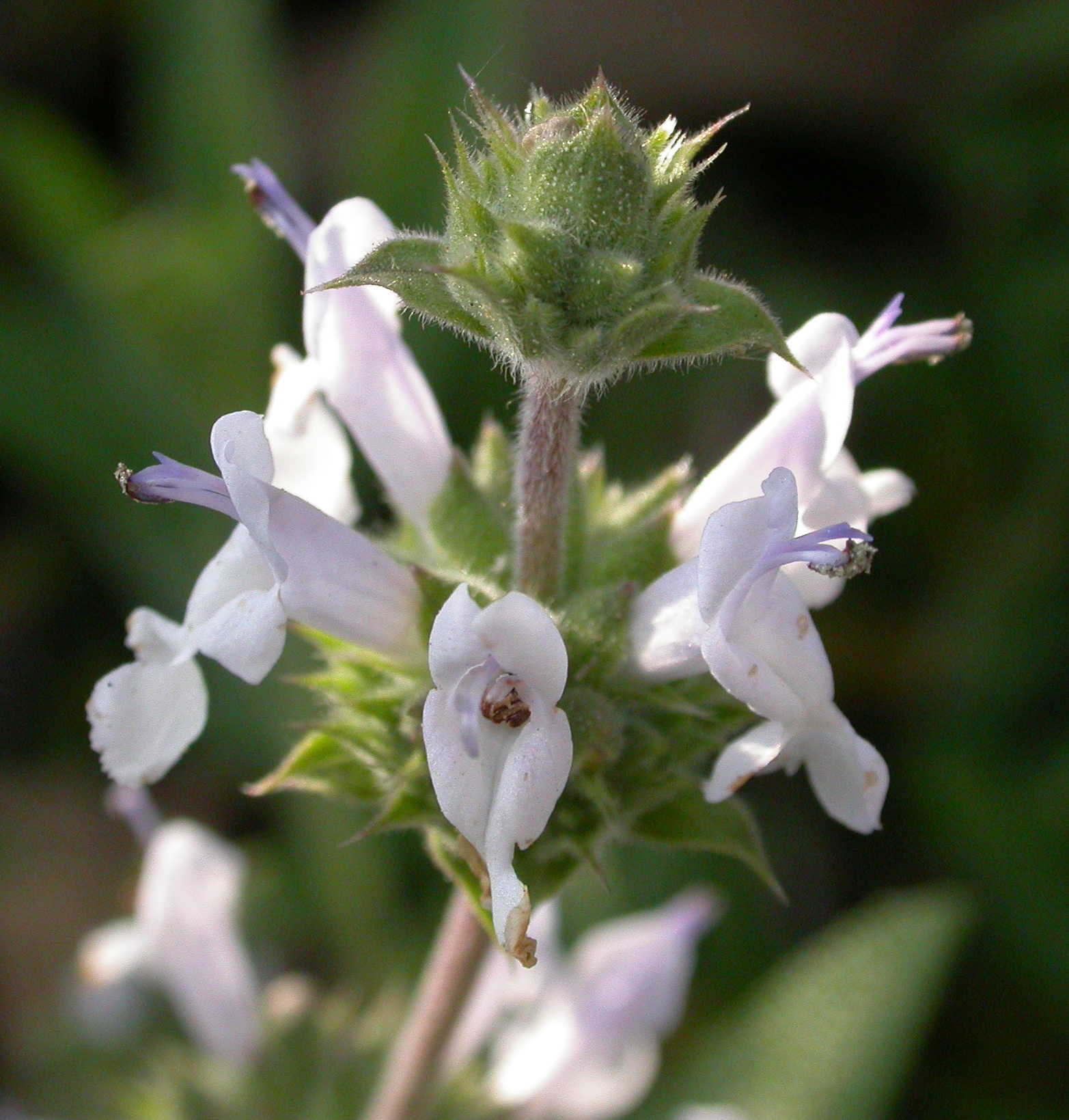
Salvia mellifera.

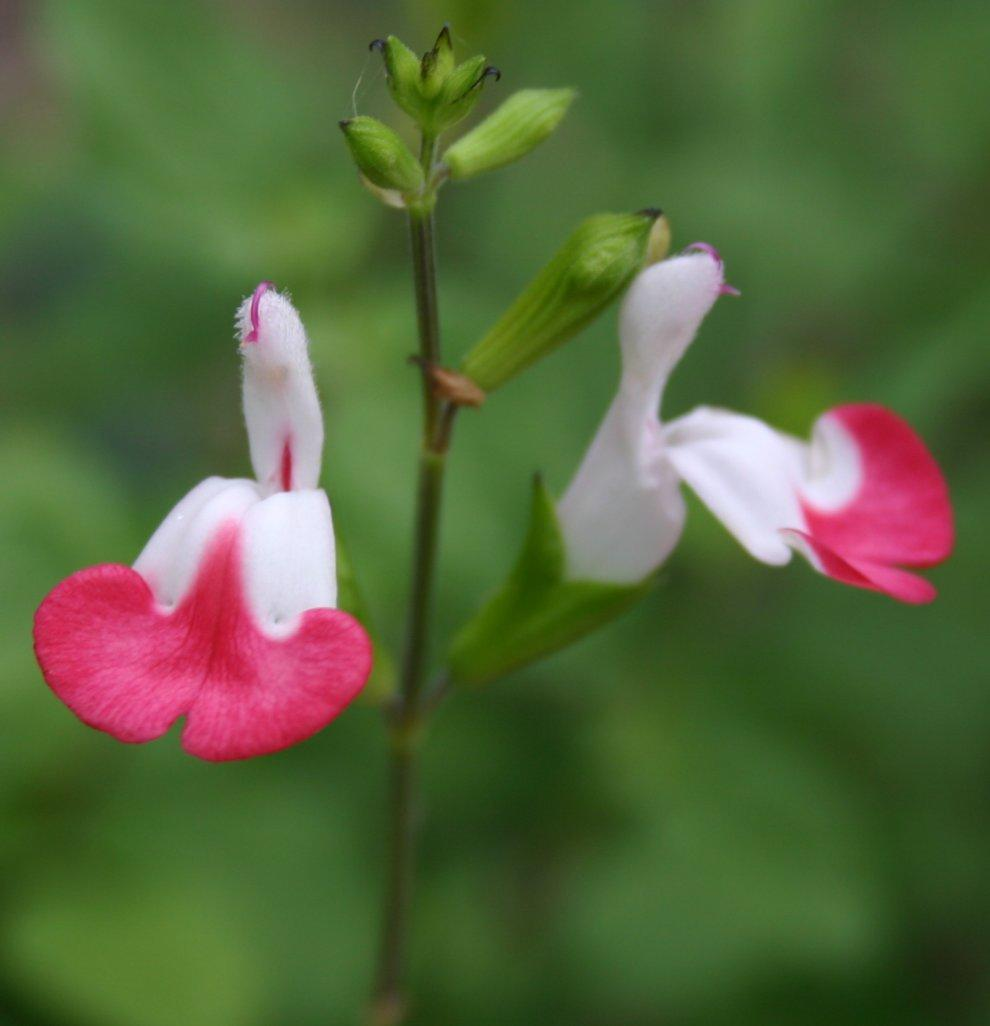
Salvia microphylla.

- Salvia macrochlamys Boiss. & Kotschy
- Salvia macrophylla Benth.
- Salvia macrosiphon Boiss.
- Salvia macrostachya Kunth
- Salvia madrensis Seem.
- Salvia mairei H.Lév.
- Salvia majdae (Rech.f. & Wendelbo) Sytsma
- Salvia malvifolia Epling & Játiva
- Salvia manantlanensis Ramamoorthy
- Salvia manaurica Fern.Alonso
- Salvia marashica A. İlçim, F. Celep & Doğan
- Salvia marci Epling
- Salvia margaritae Botsch.
- Salvia mattogrossensis Pilg.
- Salvia maximowicziana Hemsl.
- Salvia maxonii Epling
- Salvia maymanica Hedge
- Salvia mayorii Briq.
- Salvia mazatlanensis Fernald
- Salvia medusa Epling & Játiva
- Salvia meiliensis S.W.Su
- Salvia mekongensis E.Peter
- Salvia melaleuca Epling
- Salvia melissiflora Benth.
- Salvia melissodora Lag.
- Salvia mellifera Greene
- Salvia mentiens Pohl
- Salvia merjamie Forssk.
- Salvia mexiae Epling
- Salvia mexicana L.
- Salvia microdictya Urb. & Ekman
- Salvia microphylla Kunth
- Salvia microstegia Boiss. & Balansa
- Salvia miltiorrhiza Bunge
- Salvia minarum Briq.
- Salvia miniata Fernald
- Salvia mirzayanii Rech.f. & Esfand.
- Salvia misella Kunth
- Salvia mocinoi Benth.
- Salvia modesta Boiss.
- Salvia modica Epling
- Salvia mohavensis Greene
- Salvia monantha Brandegee ex Epling
- Salvia monclovensis Fernald
- Salvia moniliformis Fernald
- Salvia montbretii Benth.
- Salvia montecristina Urb. & Ekman
- Salvia moorcroftiana Wall. ex Benth.
- Salvia mornicola Urb. & Ekman
- Salvia mouretii Batt. & Pit.
- Salvia muelleri Epling
- Salvia muirii L.Bolus
- Salvia mukerjeei Bennet & Raizada
- Salvia multicaulis Vahl
- Salvia munzii Epling
- Salvia muscarioides Fernald

## N
- Haut – A
- B
- C
- D
- E
- F
- G
- H
- I
- J
- K
- L
- M
- N
- O
- P
- Q
- R
- S
- T
- U
- V
- W
- X
- Y
- Z

- Salvia namaensis Schinz
- Salvia nana Kunth
- Salvia nanchuanensis H.t'S.Sun
- Salvia napifolia Jacq.
- Salvia nazalena Hedge & Mouterde
- Salvia nemoralis Dusén ex Epling
- Salvia nemorosa L.
- Salvia neovidensis Benth.
- Salvia nepetoides Kunth

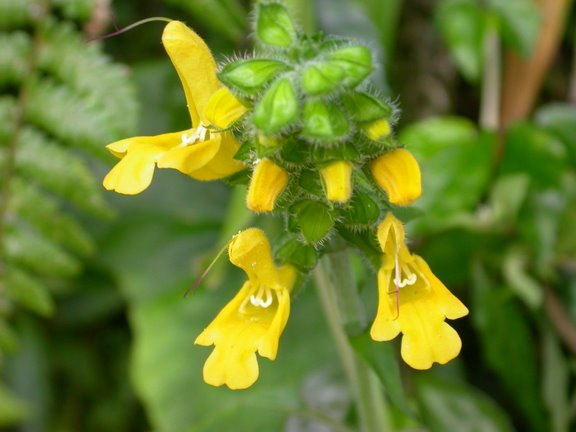
Salvia nipponica.

- Salvia nervata M.Martens & Galeotti
- Salvia nervosa Benth.
- Salvia nilotica Juss. ex Jacq.
- Salvia nipponica Miq.
- Salvia nitida (M.Martens & Galeotti) Benth.
- Salvia nubicola Wall. ex Sweet
- Salvia nubigena J.R.I.Wood & Harley
- Salvia nubilorum Játiva & Epling
- Salvia nutans L.
- Salvia nydeggeri Hub.-Mor.

## O
- Haut – A
- B
- C
- D
- E
- F
- G
- H
- I
- J
- K
- L
- M
- N
- O
- P
- Q
- R
- S
- T
- U
- V
- W
- X
- Y
- Z

- Salvia oaxacana Fernald

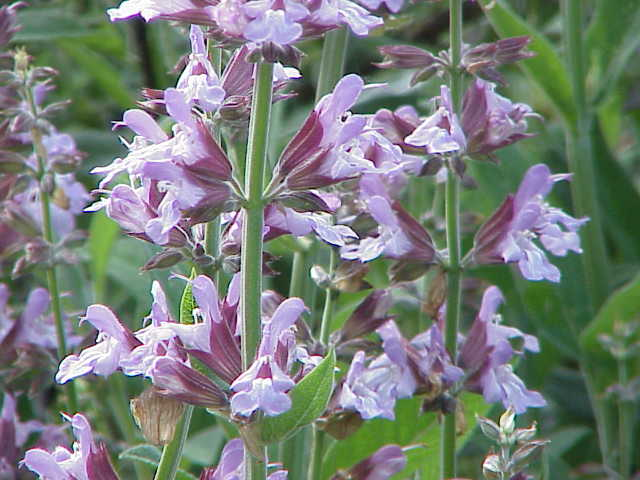
Salvia officinalis.

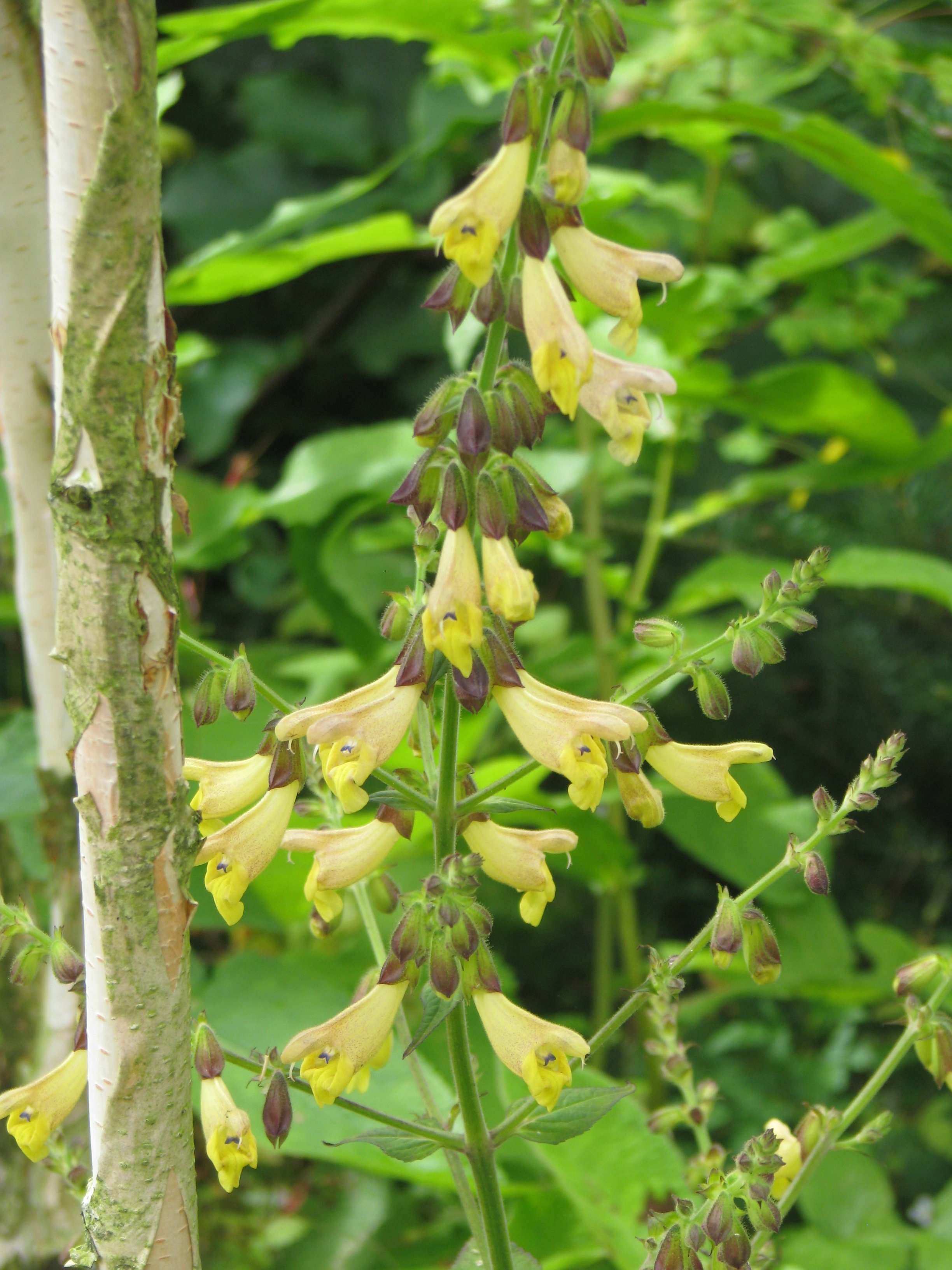
Salvia omeiana.

- Salvia oblongifolia M.Martens & Galeotti
- Salvia obtorta Epling
- Salvia obtusata Thunb.
- Salvia obumbrata Epling
- Salvia occidentalis Sw. - moradilla del Perú, hierba del gallinazo[1].
- Salvia occidua Epling
- Salvia occultiflora Epling
- Salvia ochrantha Epling
- Salvia ocimifolia Epling
- Salvia odontochlamys Hedge
- Salvia officinalis L.
- Salvia oligantha Dusén
- Salvia oligophylla Aucher ex Benth.
- Salvia ombrophila Dusén
- Salvia omeiana E.Peter
- Salvia omerocalyx Hayata
- Salvia opertiflora Epling
- Salvia ophiocephala J.R.I.Wood
- Salvia oppositiflora Ruiz & Pav.
- Salvia orbignaei Benth.
- Salvia oreopola Fernald
- Salvia oresbia Fernald
- Salvia orthostachys Epling
- Salvia ovalifolia A.St.-Hil. ex Benth.
- Salvia oxyphora Briq.

## P
- Haut – A
- B
- C
- D
- E
- F
- G
- H
- I
- J
- K
- L
- M
- N
- O
- P
- Q
- R
- S
- T
- U
- V
- W
- X
- Y
- Z

- Salvia pachyphylla Epling ex Munz
- Salvia pachypoda Briq.
- Salvia pachystachya Trautv.
- Salvia palaestina Benth.
- Salvia palealis Epling
- Salvia palifolia Kunth
- Salvia pallida Benth.
- Salvia palmeri A.Gray
- Salvia pamplonitana Fern.Alonso
- Salvia pannosa Fernald
- Salvia pansamalensis Donn.Sm.
- Salvia paohsingensis C.Y.Wu
- Salvia paposana Phil.
- Salvia paraguariensis Briq.
- Salvia paramicola Fern.Alonso

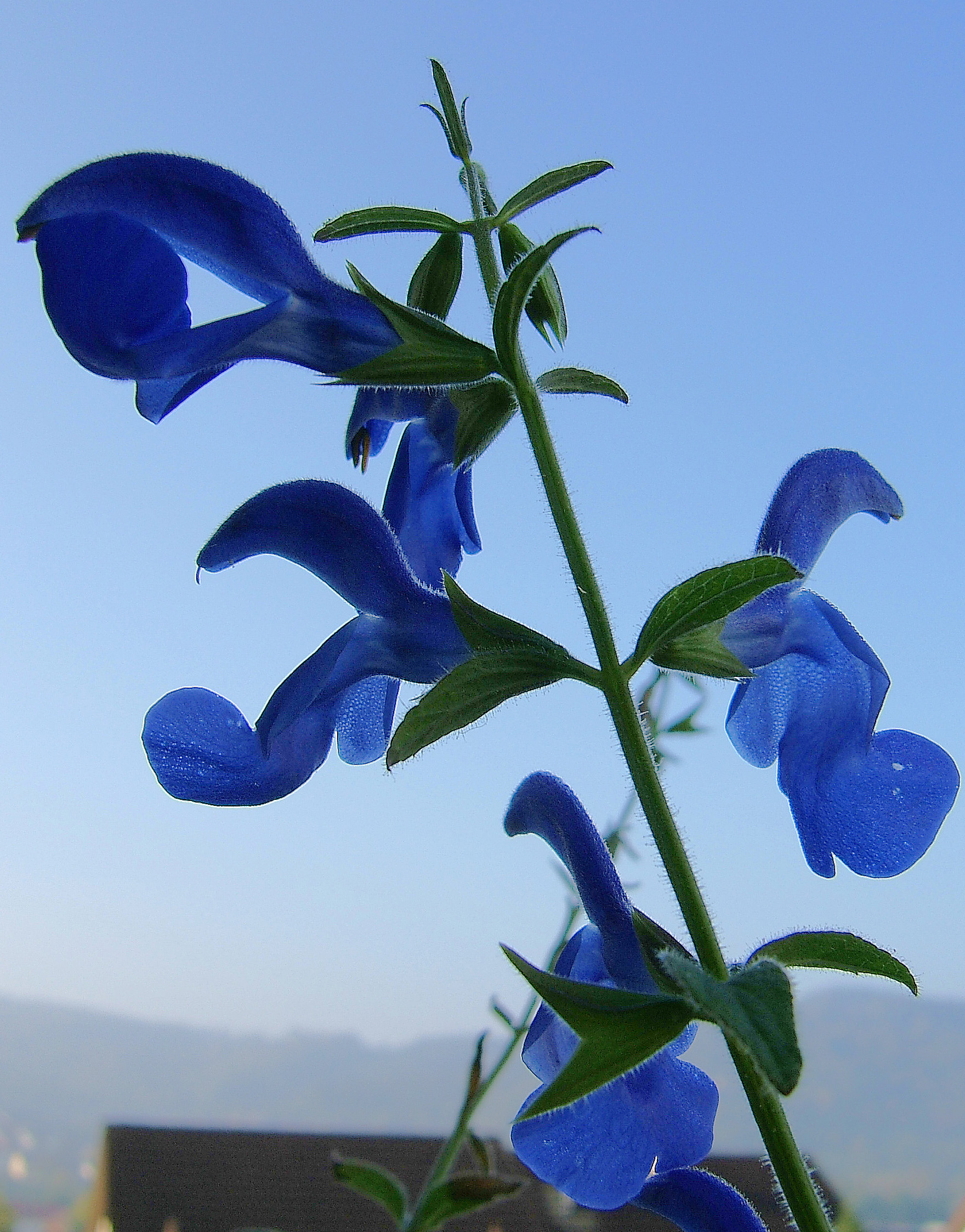
Salvia patens.

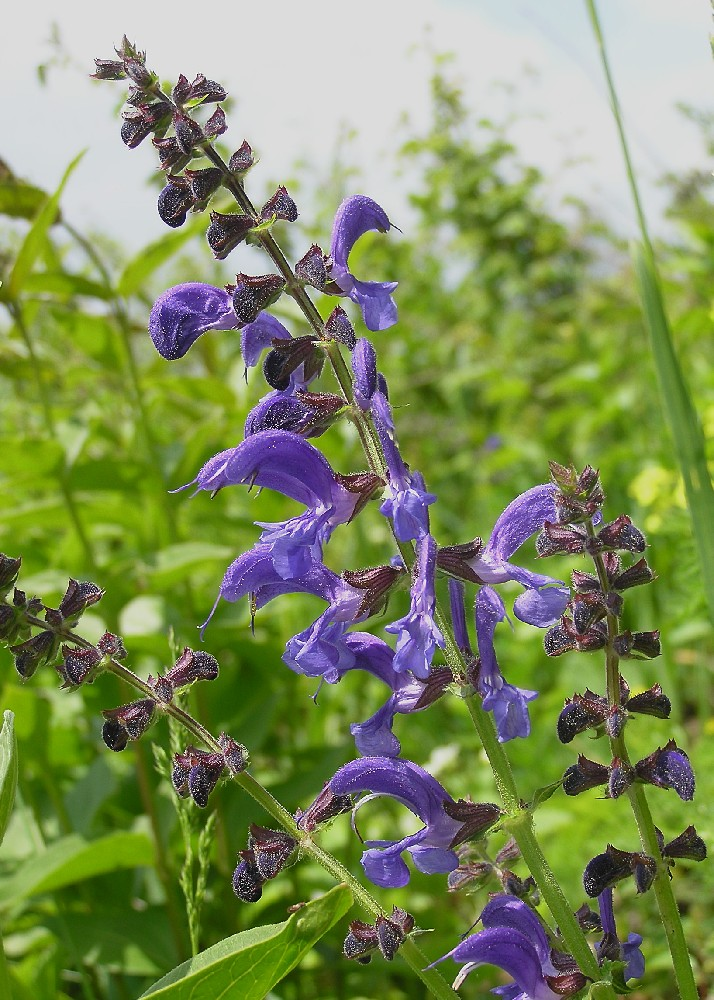
Salvia pratensis.

- Salvia paramiltiorrhiza H.W.Li & X.L.Huang
- Salvia parciflora Urb.
- Salvia parryi A.Gray
- Salvia parvifolia Baker
- Salvia paryskii Skean & Judd
- Salvia patens Cav.
- Salvia pauciflora Kunth
- Salvia pauciserrata Benth.
- Salvia paupercula Epling
- Salvia pavonii Benth.
- Salvia penduliflora Epling
- Salvia peninsularis Brandegee
- Salvia pennellii Epling
- Salvia pentstemonoides K.Koch & C.D.Bouché
- Salvia peratica Paine
- Salvia perblanda Epling
- Salvia peregrina Epling
- Salvia perlonga Fernald
- Salvia perlucida Epling
- Salvia perplicata Epling
- Salvia perrieri Hedge
- Salvia persepolitana Boiss.
- Salvia persicifolia A.St.-Hil. ex Benth.
- Salvia personata Epling
- Salvia pexa Epling
- Salvia peyronii Boiss.
- Salvia phaenostemma Donn.Sm.
- Salvia phlomoides Asso
- Salvia piasezkii Maxim.
- Salvia pichinchensis Benth.
- Salvia pilifera Montbret & Aucher ex Benth.
- Salvia pineticola Epling
- Salvia pinguifolia (Fernald) Wooton & Standl.
- Salvia pinnata L.
- Salvia pisidica Boiss. & Heldr. ex Benth.
- Salvia platycheila A.Gray
- Salvia platyphylla Briq.
- Salvia plebeia R.Br.
- Salvia plectranthoides Griff.
- Salvia plumosa Ruiz & Pav.
- Salvia plurispicata Epling
- Salvia pobedimovae J.G.González
- Salvia poculata Nábelek
- Salvia podadena Briq.
- Salvia pogonochila Diels ex Limpr.
- Salvia polystachya Cav.
- Salvia pomifera L.
- Salvia porphyrocalyx Baker
- Salvia potaninii Krylov
- Salvia potentillifolia Boiss. & Heldr. ex Benth.
- Salvia potus Epling
- Salvia praestans Epling
- Salvia praeterita Epling
- Salvia prasiifolia Benth.
- Salvia pratensis L.
- Salvia prattii Hemsl.
- Salvia prilipkoana Grossh. & Sosn.
- Salvia primuliformis Epling
- Salvia pringlei B.L.Rob. & Greenm.
- Salvia prionitis Hance
- Salvia procurrens Benth.
- Salvia propinqua Benth.
- Salvia prostratus Hook.f.
- Salvia protracta Benth.
- Salvia pruinosa Fernald
- Salvia prunelloides Kunth
- Salvia prunifolia Fernald
- Salvia przewalskii Maxim.
- Salvia pseudoincisa Epling
- Salvia pseudojaminiana A.Chev.
- Salvia pseudomisella Moran & G.A.Levin
- Salvia pseudopallida Epling
- Salvia pseudoprivoides Epling
- Salvia pseudorosmarinus Epling
- Salvia pseudoserotina Epling
- Salvia psilantha Epling
- Salvia psilostachya Epling
- Salvia pterocalyx Hedge
- Salvia pteroura Briq.
- Salvia puberula Fernald
- Salvia pubescens Benth.
- Salvia pulchella DC.
- Salvia punctata Ruiz & Pav.
- Salvia purpurea Cav.
- Salvia purpusii Brandegee
- Salvia pusilla Fernald
- Salvia pygmaea Matsum.

## Q
- Haut – A
- B
- C
- D
- E
- F
- G
- H
- I
- J
- K
- L
- M
- N
- O
- P
- Q
- R
- S
- T
- U
- V
- W
- X
- Y
- Z

- Salvia qimenensis S.W.Su & J.Q.He
- Salvia quercetorum Epling
- Salvia quezelii Hedge & Afzal-Rafii
- Salvia quitensis Benth.

## R
- Haut – A
- B
- C
- D
- E
- F
- G
- H
- I
- J
- K
- L
- M
- N
- O
- P
- Q
- R
- S
- T
- U
- V
- W
- X
- Y
- Z

- Salvia radula Benth.
- Salvia ramamoorthyana Espejo
- Salvia ramosa Brandegee
- Salvia ranzaniana Makino
- Salvia raveniana Ramamoorthy
- Salvia raymondii J.R.I.Wood
- Salvia rechingeri Hedge

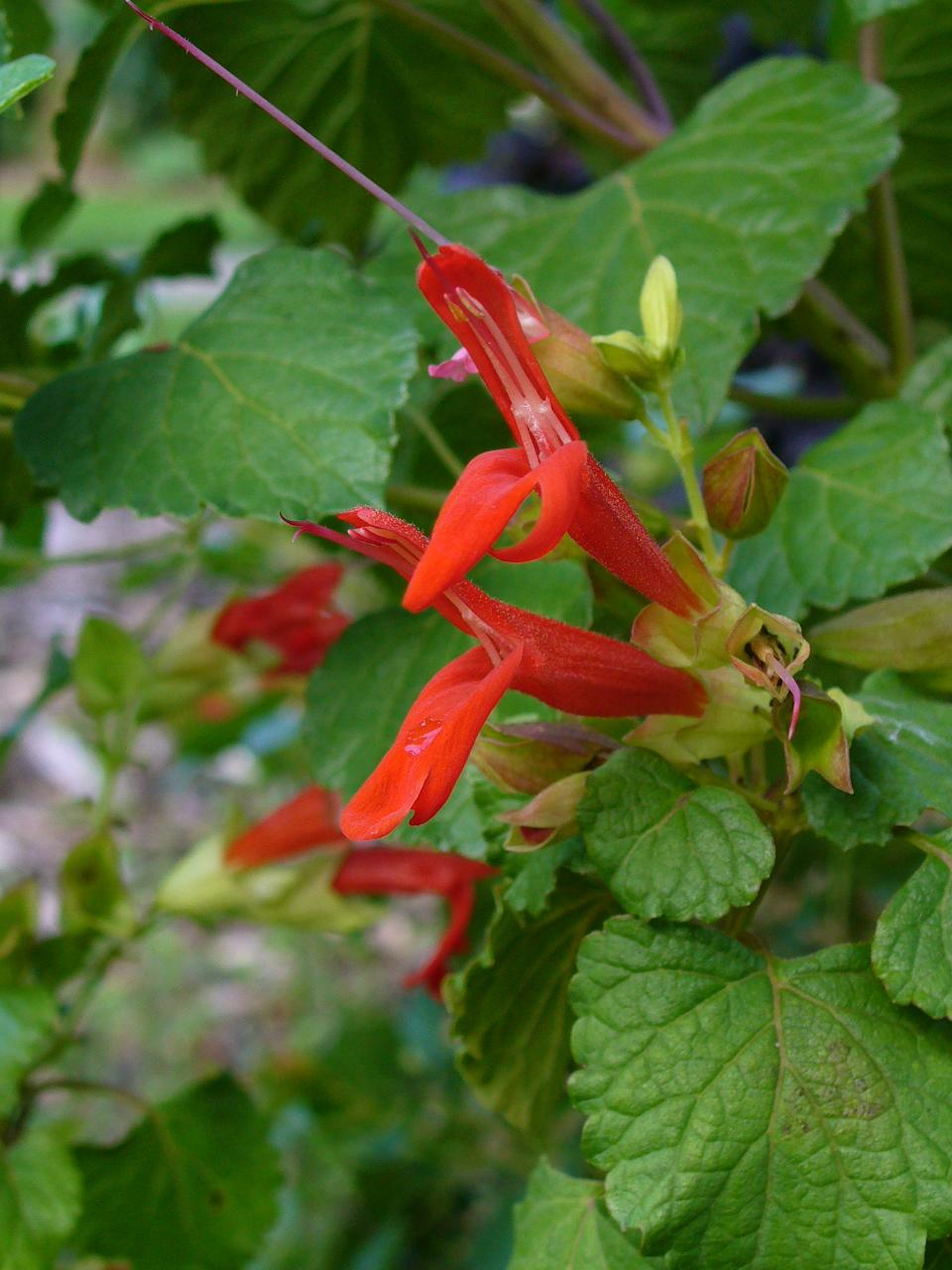
Salvia regla.

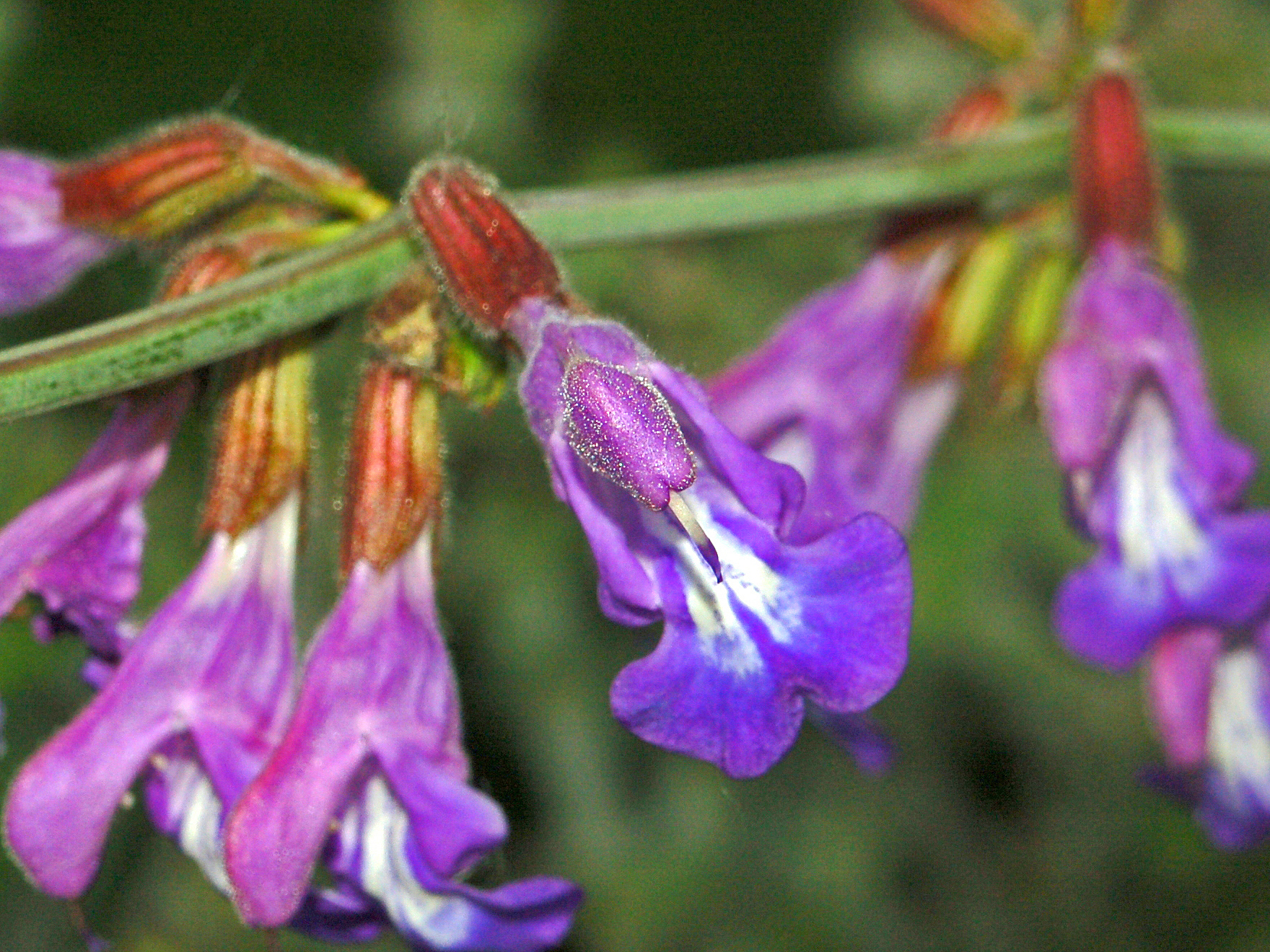
Salvia ringens.

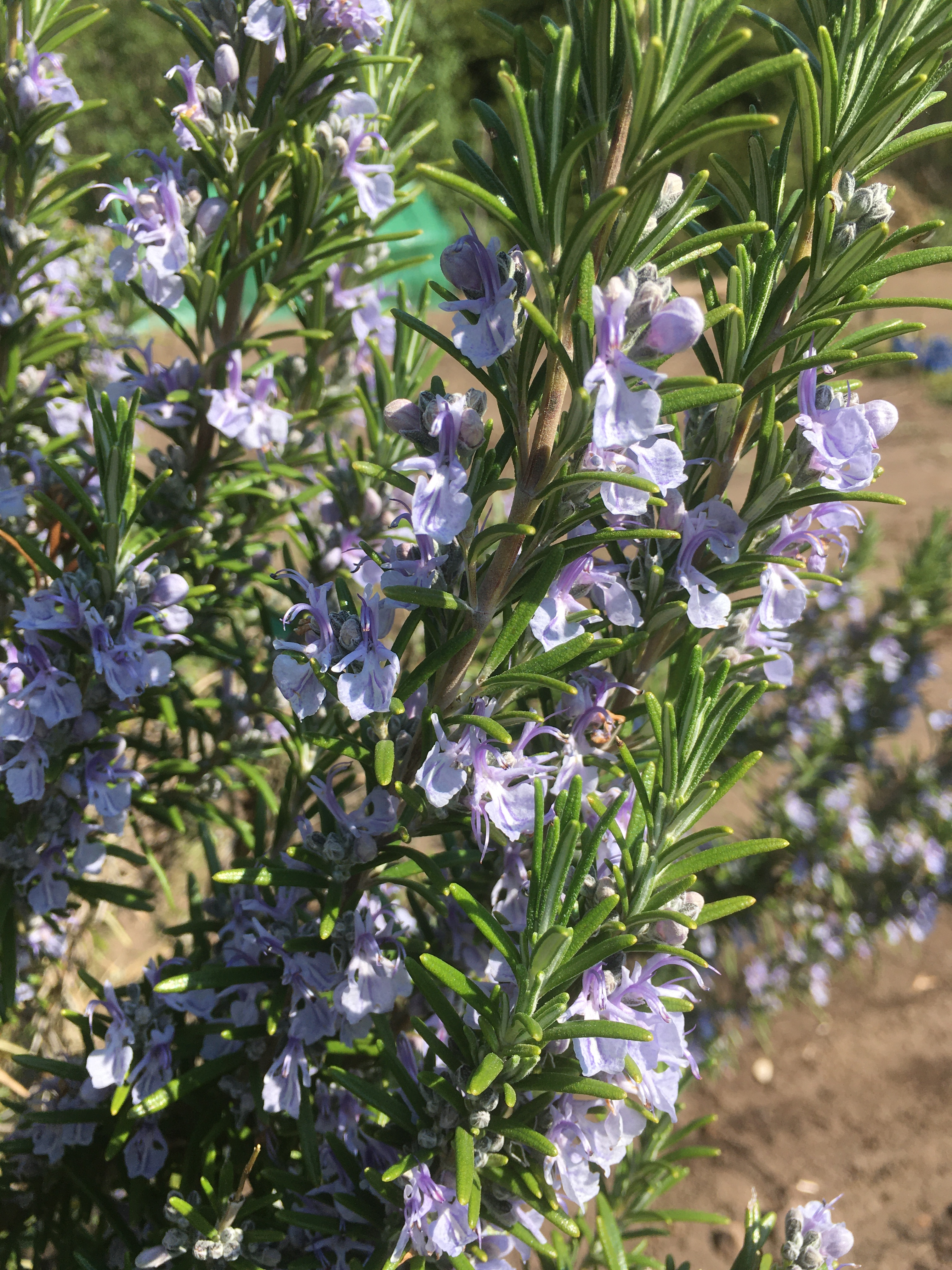
Salvia rosmarinus.

- Salvia recognita Fisch. & C.A.Mey.
- Salvia recurva Benth.
- Salvia reeseana Hedge & Hub.-Mor.
- Salvia reflexa Hornem.
- Salvia regla Cav.
- Salvia regnelliana Briq.
- Salvia reitzii Epling
- Salvia remota Benth.
- Salvia repens Burch. ex Benth.
- Salvia reptans Jacq.
- Salvia retinervia Briq.
- Salvia reuteriana Boiss.
- Salvia revoluta Ruiz & Pav.
- Salvia rhodostephana Epling
- Salvia rhombifolia Ruiz & Pav.
- Salvia rhyacophila (Fernald) Epling
- Salvia rhytidea Benth.
- Salvia ringens Sm.
- Salvia rivularis Gardner
- Salvia roborowskii Maxim.
- Salvia roemeriana Scheele
- Salvia roscida Fernald
- Salvia rosei Fernald
- Salvia rosifolia Sm.
- Salvia rosmarinoides A.St.-Hil. ex Benth.
- Salvia rosmarinus Spenn.
- Salvia rostellata Epling
- Salvia rubescens Kunth
- Salvia rubifolia Boiss.
- Salvia rubrifaux Epling
- Salvia rubriflora Epling
- Salvia rubropunctata B.L.Rob. & Fernald
- Salvia rufula Kunth
- Salvia runcinata L.f.
- Salvia rupicola Fernald
- Salvia rusbyi Britton ex Rusby
- Salvia russellii Benth.
- Salvia rypara Briq.
- Salvia rzedowskii Ramamoorthy

## S
- Haut – A
- B
- C
- D
- E
- F
- G
- H
- I
- J
- K
- L
- M
- N
- O
- P
- Q
- R
- S
- T
- U
- V
- W
- X
- Y
- Z

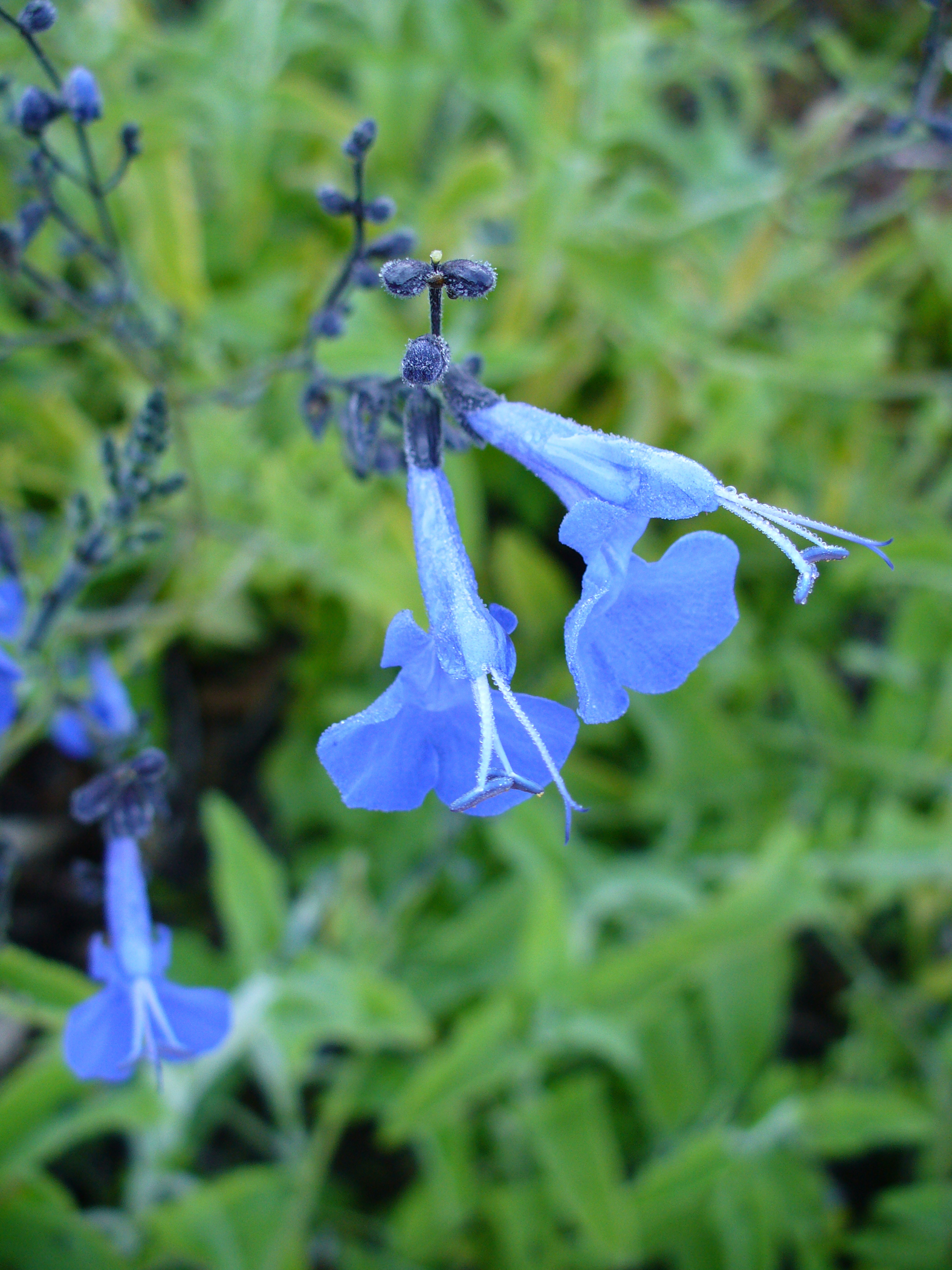
Salvia sagittata.

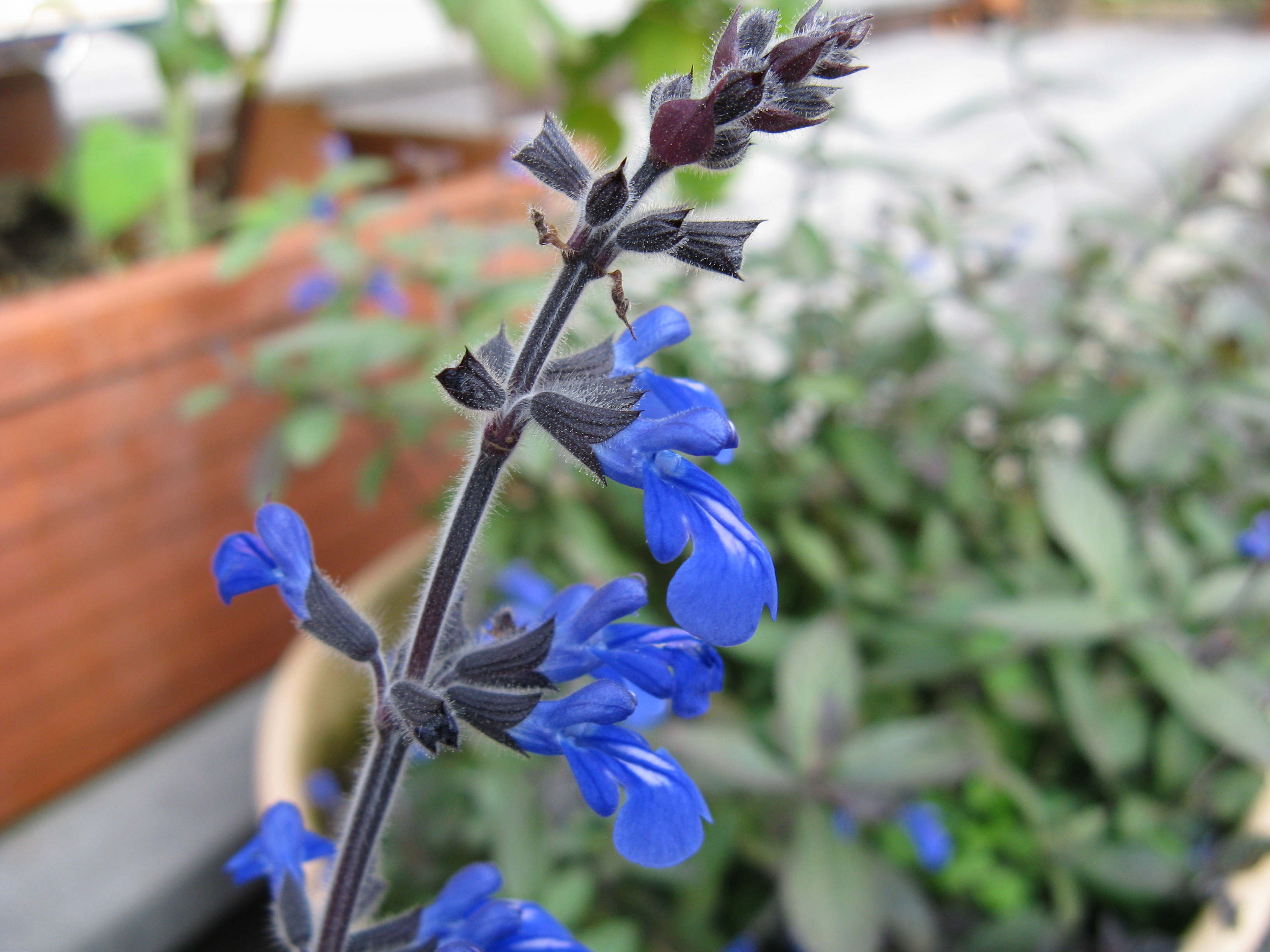
Salvia sinaloensis.

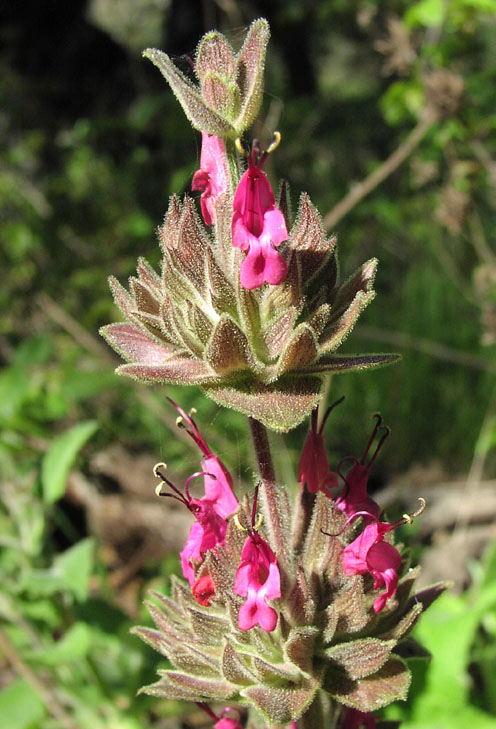
Salvia spathacea.

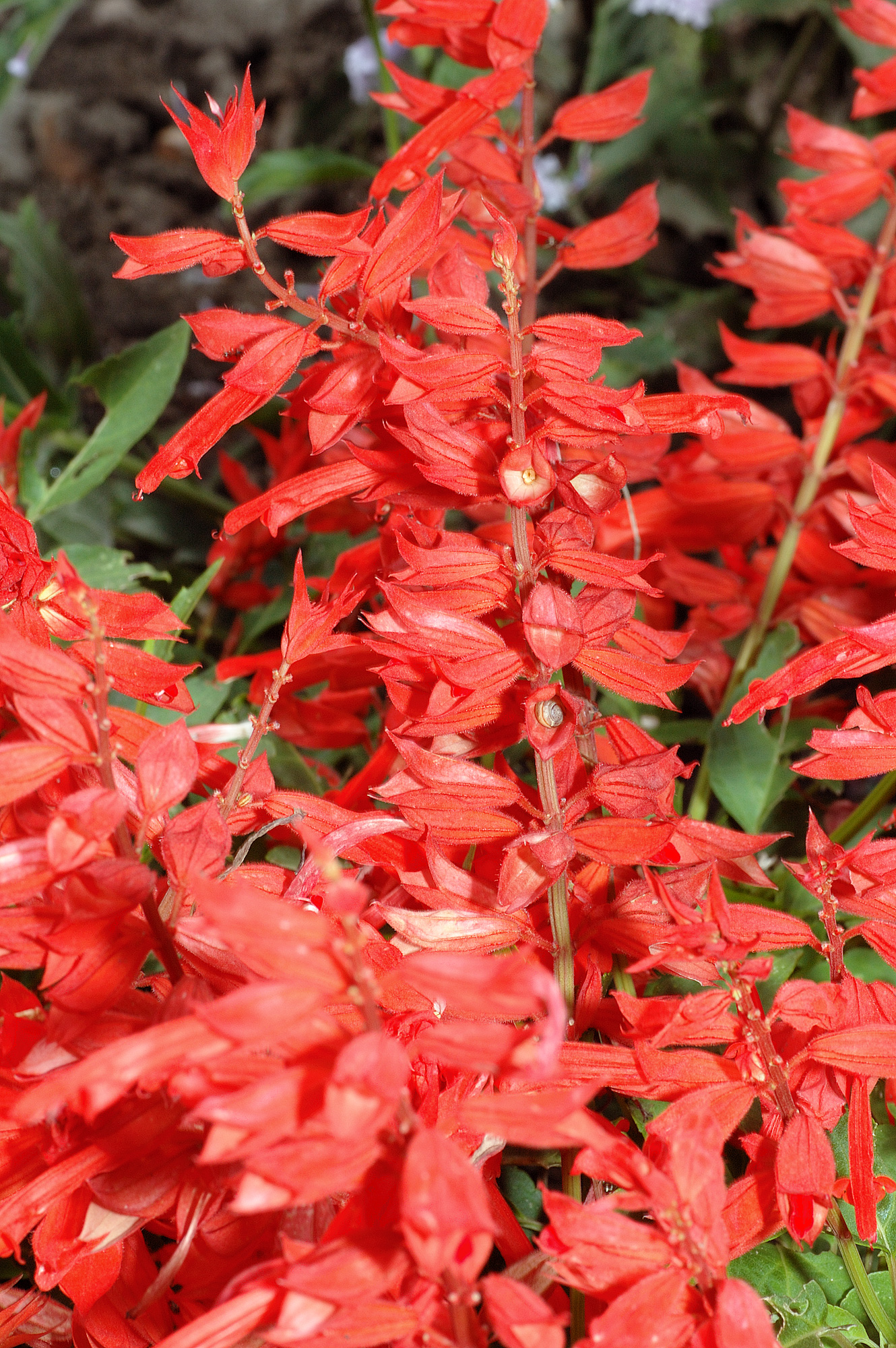
Salvia splendens.

- Salvia saccardiana (Pamp. Del Carr. & Garbari
- Salvia saccifera Urb. & Ekman
- Salvia sacculus Epling
- Salvia sagittata Ruiz & Pav. - salvia real del Perú[1]
- Salvia sahendica Boiss. & Buhse
- Salvia salicifolia Pohl
- Salvia samuelssonii Rech.f.
- Salvia sanctae-luciae Seem.
- Salvia santanae Ramamoorthy ex J.G.González & Guzm.-Hern.
- Salvia santolinifolia Boiss.
- Salvia sapinea Epling
- Salvia sarmentosa Epling
- Salvia saxicola Wall. ex Benth.
- Salvia scabiosifolia Lam.
- Salvia scabra Thunb.
- Salvia scabrata Britton & P.Wilson
- Salvia scabrida Pohl
- Salvia scandens Epling
- Salvia scapiformis Hance
- Salvia scaposa Epling
- Salvia schimperi Benth.
- Salvia schizocalyx E.Peter
- Salvia schizochila E.Peter
- Salvia schlechteri Briq.
- Salvia schmalhausenii Regel
- Salvia sciaphila (J.R.I.Wood & Harley) Fern.Alonso
- Salvia sclarea L.
- Salvia sclareoides Brot.
- Salvia sclareopsis Bornm. ex Hedge
- Salvia scoparia Epling
- Salvia scrophulariifolia (Bunge) B.T.Drew
- Salvia scutellarioides Kunth - maga-paqui del río Magdalena[1]
- Salvia scytinophylla Briq.
- Salvia secunda Benth.
- Salvia seemannii Fernald
- Salvia segtinophylla Briq.
- Salvia selguapensis Ant.Molina
- Salvia selleana Urb.
- Salvia sellowiana Benth.
- Salvia semiatrata Zucc.
- Salvia seravschanica Regel & Schmalh.
- Salvia sericeotomentosa Rech.f.
- Salvia serotina L.
- Salvia serpyllifolia Fernald
- Salvia serranoae J.R.I.Wood
- Salvia sessei Benth.
- Salvia sessilifolia Baker
- Salvia setosa Fernald
- Salvia setulosa Fernald
- Salvia shannonii Donn.Sm.
- Salvia sharifii Rech.f. & Esfand.
- Salvia sharpii Epling & Mathias
- Salvia sibthorpii Smith
- Salvia sigchosica Fern.Alonso
- Salvia sikkimensis E.Peter
- Salvia silvarum Epling
- Salvia similis Brandegee
- Salvia sinaloensis Fernald
- Salvia sinica Migo
- Salvia smithii E.Peter
- Salvia smyrnaea Boiss.
- Salvia somalensis Vatke
- Salvia sonchifolia C.Y.Wu
- Salvia sonklarii Pant.
- Salvia sonomensis Greene
- Salvia sophrona Briq.
- Salvia sordida Benth.
- Salvia sparsiflora Epling
- Salvia spathacea Greene
- Salvia speciosa C.Presl ex Benth.
- Salvia speirematoides C.Wright
- Salvia sphacelifolia Epling
- Salvia sphacelioides Benth.
- Salvia spinosa L.
- Salvia splendens Sellow ex Roem. & Schult.
- Salvia sprucei Briq.
- Salvia squalens Kunth
- Salvia stachydifolia Benth.
- Salvia stachyoides Kunth
- Salvia staminea Montbret & Aucher ex Benth.
- Salvia stenophylla Burch. ex Benth.
- Salvia stibalii Alziar
- Salvia stolonifera Benth.
- Salvia striata Benth.
- Salvia strobilanthoidea C.Wright ex Griseb.
- Salvia strobilifera (Benth.) J.G.González
- Salvia styphelos Epling
- Salvia subaequalis Epling
- Salvia subglabra (Urb.) Urb.
- Salvia subhastata Epling
- Salvia subincisa Benth.
- Salvia submutica Botsch. & Vved.
- Salvia subobscura Epling
- Salvia subpalmatinervis E.Peter
- Salvia subpatens Epling
- Salvia subrotunda A.St.-Hil. ex Benth.
- Salvia subrubens Epling
- Salvia subscandens Epling & Játiva
- Salvia substolonifera E.Peter
- Salvia sucrensis J.R.I.Wood
- Salvia suffruticosa Montbret & Aucher ex Benth.
- Salvia summa A.Nelson
- Salvia synodonta Epling
- Salvia syriaca L.

## T
- Haut – A
- B
- C
- D
- E
- F
- G
- H
- I
- J
- K
- L
- M
- N
- O
- P
- Q
- R
- S
- T
- U
- V
- W
- X
- Y
- Z

- Salvia tafallae Benth.

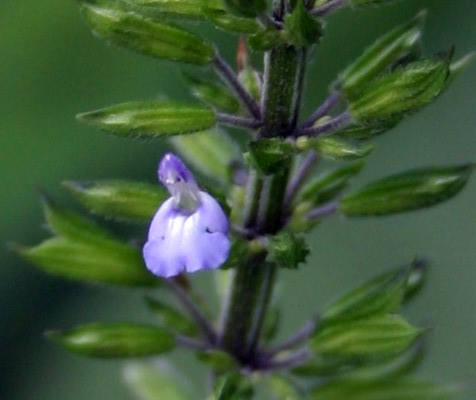
Salvia tiliifolia.

- Salvia taraxacifolia Coss. & Balansa
- Salvia tchihatcheffii (Fisch. & C.A.Mey.) Boiss.
- Salvia tebesana Bunge
- Salvia teddii Turrill
- Salvia tehuacana Fernald
- Salvia tenella Sw.
- Salvia tenuiflora Epling
- Salvia tepicensis Fernald
- Salvia teresae Fernald
- Salvia tesquicola Klok. & Pobed.
- Salvia tetrodonta Hedge
- Salvia texana (Scheele) Torr.
- Salvia thermarum van Jaarsv.
- Salvia thomasiana Urb.
- Salvia thormannii Urb.
- Salvia thymoides Benth.
- Salvia thyrsiflora Benth.
- Salvia tianschanica Machm.
- Salvia tigrina Hedge & Hub.-Mor.
- Salvia tiliifolia Vahl
- Salvia tingitana Etl.
- Salvia tobeyi Hedge
- Salvia tolimensis Kunth
- Salvia tomentella Pohl
- Salvia tomentosa Mill.
- Salvia tonalensis Brandegee
- Salvia tortuensis Urb.
- Salvia tortuosa Kunth
- Salvia townsendii Fernald
- Salvia trachyphylla Epling
- Salvia transhimalaica Yonek.
- Salvia transsylvanica (Schur ex Griseb. & Schenk)
- Salvia trautvetteri Regel
- Salvia triangularis Thunb.
- Salvia trichocalycina Benth.
- Salvia trichoclada Benth.
- Salvia trichopes Epling
- Salvia trichostephana Epling
- Salvia tricuspidata M.Martens & Galeotti
- Salvia tricuspis Franch.
- Salvia trifilis Epling
- Salvia trijuga Diels
- Salvia tubifera Cav.
- Salvia tubiflora Sm.
- Salvia tubulosa Epling
- Salvia tuerckheimii Urb.
- Salvia turcomanica Pobed.
- Salvia turdi A.Rich.
- Salvia turneri Ramamoorthy
- Salvia tuxtlensis Ramamoorthy
- Salvia tysonii Skan

## U
- Haut – A
- B
- C
- D
- E
- F
- G
- H
- I
- J
- K
- L
- M
- N
- O
- P
- Q
- R
- S
- T
- U
- V
- W
- X
- Y
- Z

- Salvia uliginosa Benth.
- Salvia umbratica Hance
- Salvia umbraticola Epling
- Salvia umbratilis Fernald
- Salvia uncinata Urb.
- Salvia unguella Epling
- Salvia unicostata Fernald

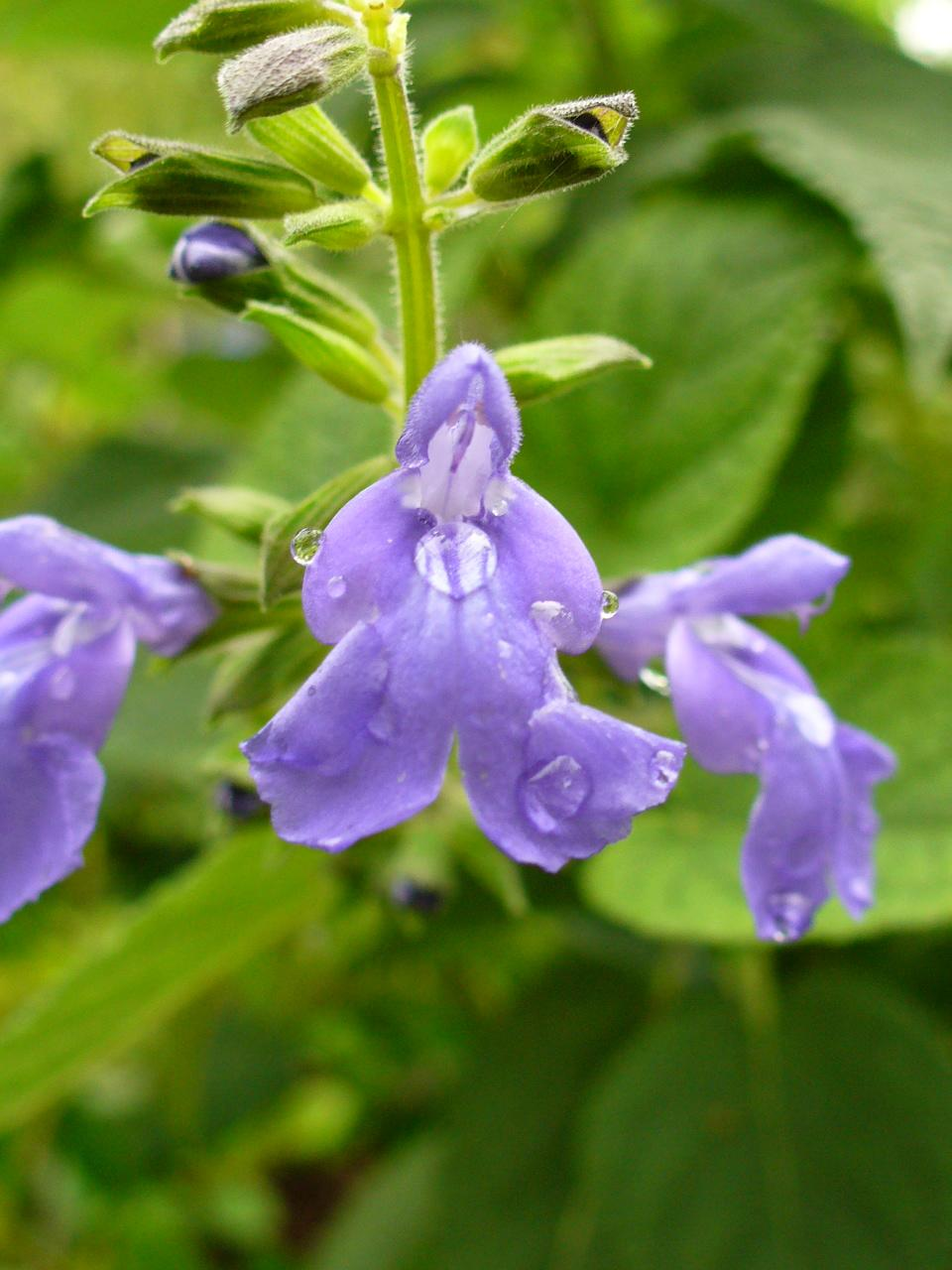
Salvia urica.

- Salvia univerticillata Ramamoorthy ex Klitg.
- Salvia uribei J.R.I.Wood & Harley
- Salvia urica Epling
- Salvia urmiensis Bunge
- Salvia urolepis Fernald
- Salvia urticifolia L.
- Salvia uruapana Fernald

## V
- Haut – A
- B
- C
- D
- E
- F
- G
- H
- I
- J
- K
- L
- M
- N
- O
- P
- Q
- R
- S
- T
- U
- V
- W
- X
- Y
- Z

- Salvia valentina Vahl
- Salvia vargasii Epling
- Salvia vaseyi (Porter) Parish
- Salvia vasta H.W.Li
- Salvia veneris Hedge
- Salvia venulosa Epling
- Salvia verapazana B.L.Turner
- Salvia verbascifolia M.Bieb.
- Salvia verbenaca L.
- Salvia verecunda Epling
- Salvia vergeduzica Rzazade

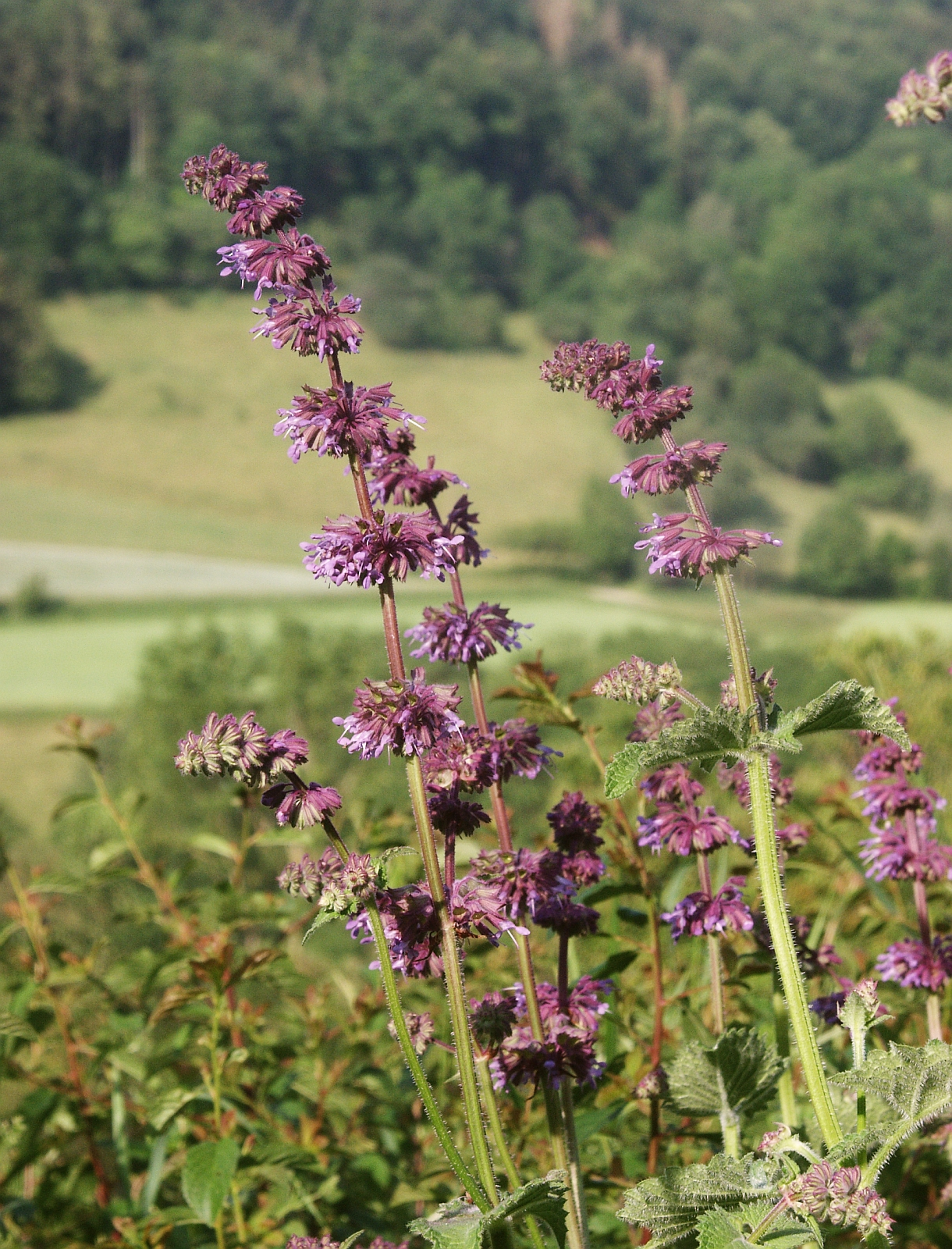
Salvia verticillata.

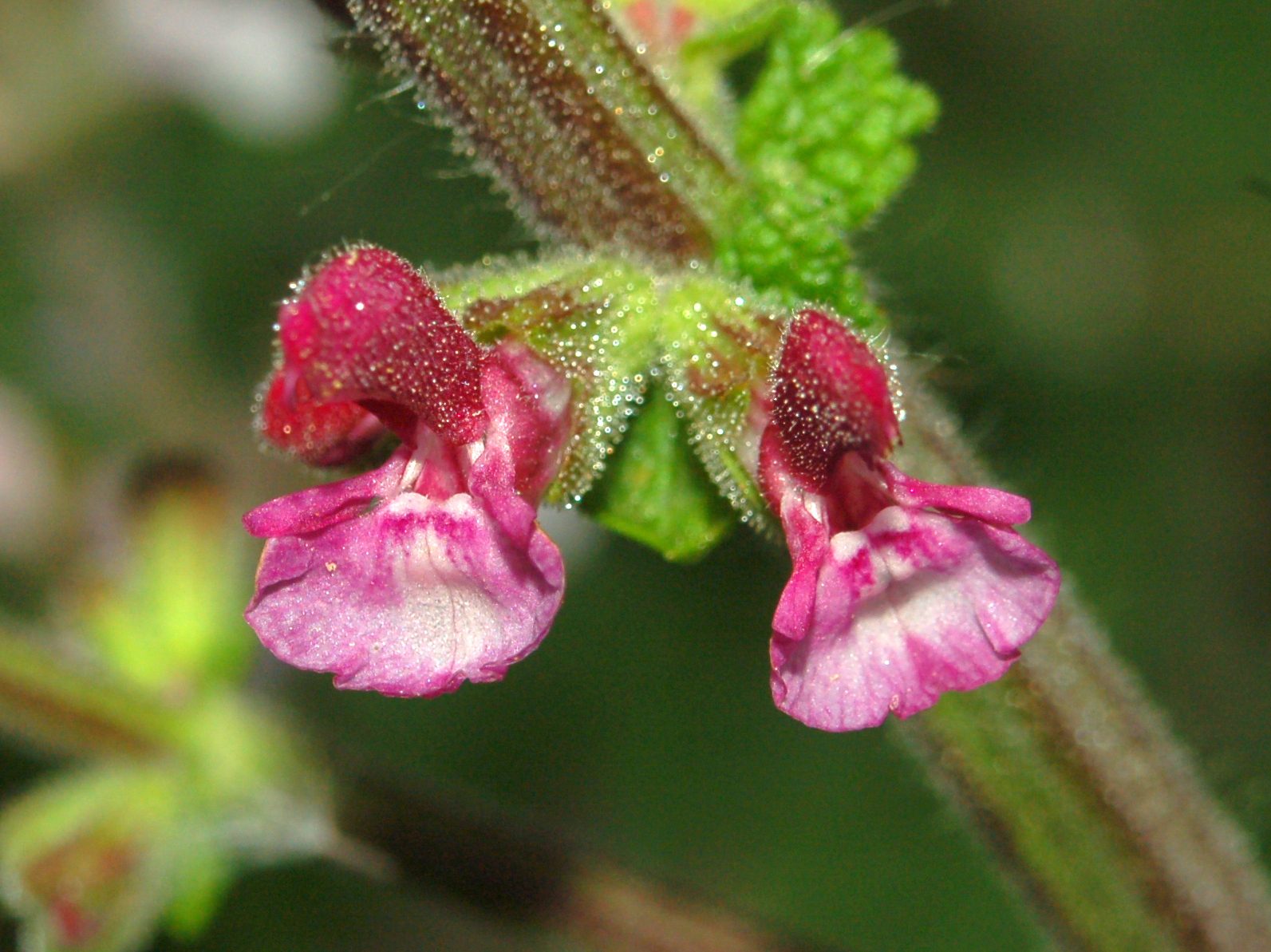
Salvia viscosa.

- Salvia vermifolia Hedge & Hub.-Mor.
- Salvia veronicifolia A.Gray ex S.Watson
- Salvia verticillata L.
- Salvia vestita Benth.
- Salvia vialis Brandegee
- Salvia villosa Fernald
- Salvia virgata Jacq.
- Salvia viridis L.
- Salvia viscida A.St.-Hil. ex Benth.
- Salvia viscidifolia Epling
- Salvia viscosa Jacq.
- Salvia vitifolia Benth.
- Salvia vvedenskii Nikitina

## W
- Haut – A
- B
- C
- D
- E
- F
- G
- H
- I
- J
- K
- L
- M
- N
- O
- P
- Q
- R
- S
- T
- U
- V
- W
- X
- Y
- Z

- Salvia wagneriana Pol.
- Salvia wardii E.Peter
- Salvia warszewicziana Regel
- Salvia weberbaueri Epling
- Salvia weihaiensis C.Y.Wu & H.W.Li
- Salvia wendelboi Hedge
- Salvia whitefoordiae Klitg.
- Salvia whitehousei Alziar
- Salvia wiedemannii Boiss.
- Salvia willeana (Holmboe) Hedge

## X
- Haut – A
- B
- C
- D
- E
- F
- G
- H
- I
- J
- K
- L
- M
- N
- O
- P
- Q
- R
- S
- T
- U
- V
- W
- X
- Y
- Z

- Salvia xalapensis Benth.
- Salvia xanthocheila Boiss. ex Benth.
- Salvia xanthophylla Epling & Játiva
- Salvia xanthotricha Harley ex E.P.Santos
- Salvia xeropapillosa Fern.Alonso
- Salvia xolocotzii Zamudio & Bedolla

## Y

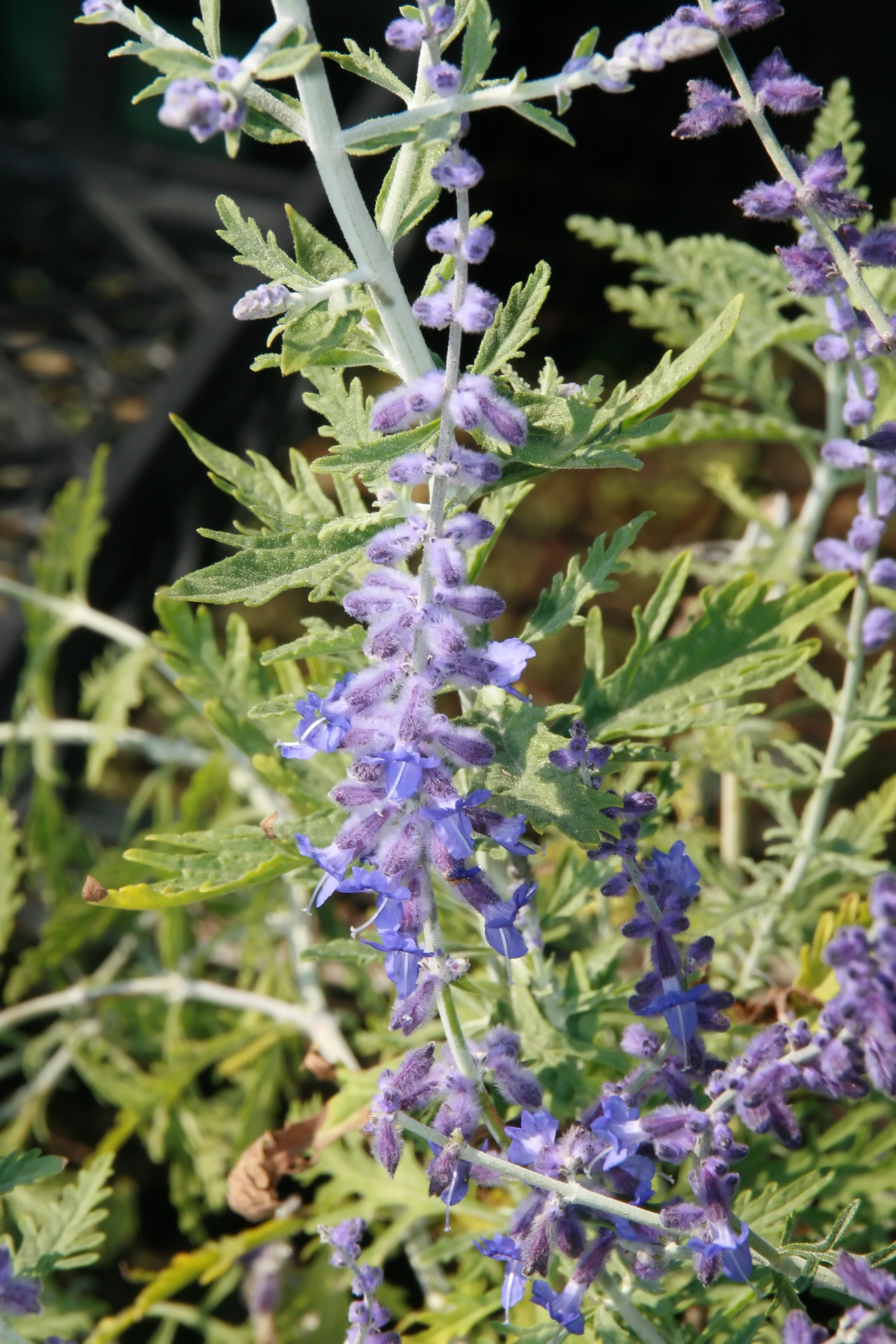
Salvia yangii.

- Haut – A
- B
- C
- D
- E
- F
- G
- H
- I
- J
- K
- L
- M
- N
- O
- P
- Q
- R
- S
- T
- U
- V
- W
- X
- Y
- Z

- Salvia yangii B.T.Drew
- Salvia yosgadensis Freyn & Bornm.
- Salvia yukoyukparum Fern.Alonso
- Salvia yunnanensis C.H.Wright

## Z
- Haut – A
- B
- C
- D
- E
- F
- G
- H
- I
- J
- K
- L
- M
- N
- O
- P
- Q
- R
- S
- T
- U
- V
- W
- X
- Y
- Z

- Salvia zacualpanensis Briq.
- Salvia zamoranensis Zamudio & Bedolla
- Salvia zaragozana B.L.Turner